# 俄羅斯入侵烏克蘭時間軸 (2024年7月)

俄羅斯入侵烏克蘭的動態地圖（參見可交互的俄烏戰爭詳細地圖）

列出俄羅斯入侵烏克蘭時在2024年7月的過程。

## 7月1日
烏克蘭各州政府表示，截至01日上午9時，俄羅斯在過去24小時內，一共襲擊11個州，包括切爾尼戈夫、尼古拉耶夫、盧甘斯克、基洛夫格勒、扎波羅熱、蘇梅、第聶伯羅彼得羅夫斯克、基輔州、赫爾松、哈爾科夫和頓涅茨克州，至少造成6名平民死亡，41名平民受傷。頓涅茨克州檢察官辦公室表示，俄軍襲擊沃爾諾瓦哈和波克羅夫斯克區，至少造成1名平民死亡，7名平民受傷。
烏克蘭武裝部隊總參謀部表示，自全面 軍事入侵 以來，俄羅斯在烏克蘭損失543,810名士兵，過去一天俄軍有1,110人傷亡，累計損失8,099輛戰車、15,550輛裝甲戰鬥車輛、19,713輛車輛和油箱、14,599門火砲系統、1,111套多管火箭系統、874套防空系統、360架飛機、326架直升機、11,620架無人機、2,333枚巡弋飛彈、28艘船隻和1艘潛艦等。
俄罗斯联邦国防部表示，過去24小時，防空系統摧毀烏軍8枚英制暴風影巡航導彈、5枚法制鐵錘航空制導炸彈、5枚美制海馬斯和捷克制吸血鬼多管火箭發射系統火箭彈，以及72架無人機。其中，防空部隊午夜至凌晨期間，在布良斯克州、庫爾斯克州和別爾哥羅德州上空摧毀36架無人機。
俄佔塞瓦斯托波爾官員表示，防空部隊在巴拉克拉瓦附近摧毀5個空中目標，但殘骸仍然落在沿海地區，沒有傷亡報告。克里米亞傳媒報道，巴拉克拉瓦一座火力發電廠附近起火。烏克蘭空軍指揮官表示，烏克蘭空軍成功襲擊俄佔克里米亞塞瓦斯托波爾一個彈藥庫。
俄羅斯國防部表示，烏克蘭軍隊在過去一日內，在前線各地區內損失2,025名軍人。西部集團軍部隊成功佔領哈爾科夫地區斯泰波瓦-诺沃塞利夫卡，中央集團軍部隊成功佔領頓涅茨克地區新波克羅夫斯科耶。過去24小時，俄軍航空兵、無人機、導彈部隊和炮兵摧毀124個有生力量和烏軍軍事裝備聚集區。自「特別軍事行動」開始以來直至當下，俄軍已摧毀烏克蘭軍隊共計616架飛機、276架直升機、27,040輛無人機、535個防空導彈系統、16,471輛坦克和其他裝甲作戰車輛、1,362個多管火箭發射器、11,185門野戰炮和迫擊炮以及23,201輛特別軍用機動車。
俄羅斯國防部表示，使用精密武器對烏軍機場的聯合打擊摧毀5架Su-27戰機，損壞2架Su-27 戰機。烏克蘭武裝部隊上校，前空軍發言人尤里·伊格納特表示，俄軍攻擊波爾塔瓦州米爾霍羅德軍用機場，造成一些損失，但伊赫納特表示，有一些損失，但並不像俄軍所宣稱的那樣嚴重。
烏克蘭傳媒《基輔獨立報》引述烏克蘭國防部情報總局消息報道，情報總局6月下旬對俄佔克里米亞和其他被佔領土進行的大規模網路攻擊，使至少25萬名消費者無法使用有關服務。
烏克蘭總統澤倫斯基表示，烏克蘭正計劃在未來一個月內提高防空能力及其他安全保障，並已與盟友詳細討論7月的所有計劃，尤其是在防空和為國家提供真正安全方面，呼籲美國提供遠程武器、足夠的戰機和額外的防空系統，並且希望在未來一個月內在加入歐盟方面取得進展，並與更多歐洲盟友簽署雙邊安全協議。
烏克蘭國家安全局表示，成功搗破一宗由親俄人士策劃、針對烏克蘭政府的未遂政變，逮捕4名親俄分子，試圖先舉行和平集會，期間散播混亂消息，破壞烏克蘭的社會政治局勢，同時占領議會和政府大樓，推翻現任烏克蘭軍政領導。
荷蘭國防部部長表示，荷蘭已完成批核向烏克蘭提供24架F-16戰機的出口許可證，並會儘快交付烏克蘭，以行動安全為由，沒有透露確切日期或其他交付細節。
土耳其、羅馬尼亞和保加利亞達成協議，開始在黑海進行聯合排雷行動，清除自2022年2月俄羅斯全面入侵烏克蘭以來在黑海漂浮的水雷，以確保烏克蘭的糧食出口安全。

## 7月2日
烏克蘭地方政府表示，截至02日上午9時，俄羅斯在過去24小時內，一共襲擊10個州，其中包括切爾尼戈夫、尼古拉耶夫、盧甘斯克、扎波羅熱、蘇梅、第聶伯羅彼得羅夫斯克、赫爾松、波爾塔瓦、哈爾科夫和頓涅茨克州，至少造成4名平民死亡，42名平民受傷。烏克蘭第聶伯羅彼得羅夫斯克州州長雷薩克表示，俄軍襲擊尼科波爾市，至少造成4名平民死亡，10名平民受傷，包括2名兒童。赫爾松州州長普羅庫金表示，俄軍對赫爾松市中心發動襲擊，至少造成5名平民受傷哈爾科夫州檢察官辦公室表示，俄軍使用2枚FAB-500滑翔炸彈襲擊哈爾科夫，至少造成4名平民受傷。
烏克蘭武裝部隊總參謀部表示，自全面入侵以來，俄羅斯在烏克蘭損失545,090名士兵，過去一天俄軍有1,280人傷亡，累計損失8,107輛戰車、15,566輛裝甲戰鬥車輛、19,787輛車輛和油箱、14,655門火砲系統、1,114套多管火箭系統、874套防空系統、360架飛機、326架直升機、11,641架無人機、2,335枚巡弋飛彈、28艘船隻和1艘潛艦等。烏克蘭武裝部隊總司令瑟爾斯基表示，前線近期有所擴展，波克羅夫斯克和托列茨克地區激烈戰鬥持續，庫拉霍韋、維列米夫卡、克拉馬托爾斯克和哈爾科夫地區亦有激烈且持續的戰鬥，部分前線地區俄軍已進行輪換工作。烏軍面臨的關鍵問題是為部隊配備有動力和受過良好訓練的軍人以及提供現代電子作戰和防空設備來有效抵御俄羅斯的攻擊。
俄羅斯國防部表示，過去24小時，防空系統擊落6枚暴風影巡航導彈、1枚鐵錘航空制導炸彈、1枚海馬斯火箭以及81架無人機。其中，午夜至凌晨期間，防空部隊在克里米亞上空攔截並摧毀3架烏克蘭無人機，在別爾哥羅德州上空摧毀4架無人機及在布良斯克州上空摧毀4架無人機。俄羅斯別爾哥羅德州州長格拉德科夫表示，過去24小時，烏軍使用無人機對別爾哥羅德州進行至少130次襲擊，造成1人死亡，9人受傷。
俄羅斯國防部表示，烏克蘭軍隊在過去一晝夜內，在前線各地區內損失1,800名軍人。防空系統擊落烏克蘭空軍1架米格-29和1架蘇-27戰機。過去24小時，俄軍航空兵、無人機、導彈部隊和炮兵摧毀115個有生力量和烏軍軍事裝備聚集區。自「特別軍事行動」開始以來，俄軍已摧毀烏克蘭隊625架飛機、276架直升機、27,121輛無人機、535個防空導彈系統、16,478輛坦克和其他裝甲作戰車輛、1,362個多管火箭發射器、11,215門野戰炮和迫擊炮以及23,238輛特別軍用機動車。
烏克蘭總統澤連斯基會面到訪的匈牙利總理歐爾班，雙方舉行會談，討論兩國長期存在的問題和改善方法以及和平談判等。兩人一同見記者，其中歐爾班表示，希望澤連斯基考慮是否可以扭轉秩序，並加快和平談判，首先進行停火，讚揚烏克蘭提出和平倡議，但認為倡議需時太長。烏克蘭總統辦公室副主任表示，總統澤連斯基在與歐爾班會面後，拒絕匈牙利總理歐爾班提出的停火提議，但隨後表明烏克蘭的立場，即明確、可理解和眾所周知，拒絕了短暫停火，並認為俄羅斯重新部署力量提供機會。
烏克蘭國家安全局表示，烏克蘭法院缺席審判俄佔盧甘斯克領導人列昂尼德·帕謝奇尼克涉嫌與俄羅斯合作，破壞烏克蘭的領土完整和合作，監禁12年，沒收財產，並禁止在烏克蘭擔任公職13年。
俄羅斯莫斯科法院在缺席審判下，下令通緝烏克蘭前總理格羅伊斯曼、前外交部長克利金、前財政部長舒拉帕克和烏克蘭陸軍地面部隊西方作戰司令部主管多凡，涉嫌使用禁止的軍事手段和方法，4名別烏克蘭官員均被判處2個月拘留。俄羅斯聯邦安全局表示，罗斯托夫州法院裁定一名19歲少年向烏克蘭軍隊捐款，違反叛國罪，監禁12年。
美國國防部長奧斯汀在五角大樓會面烏克蘭國防部長烏梅羅夫並表示，美國將很快宣布向烏克蘭提供超過23億美元的新安全援助，將包括反坦克武器和防空攔截器等，並將允許加速採購國家先進地對空導彈系統和愛國者防空系統。奧斯汀亦對烏克蘭最終加入北約的願望表示認可，美國將在下星期於華盛頓舉行的北約峰會中採取措施，為烏克蘭加入北約建造橋樑，但並沒有詳細說明
美國傳媒「Politico」引述美國前總統特朗普身邊人土消息報道，特朗普正計劃在當選後，與俄羅斯達成協議的可能性，包括阻止某些國家，即烏克蘭和喬治亞未來加入北約，亦不會要求將烏克蘭邊界恢復至1991年，即不會包括克里米亞和頓巴斯。

## 7月3日
烏克蘭地方政府表示，截至03日上午9時，俄羅斯在過去24小時內，一共襲擊11個州，包括敖德薩州、切爾尼戈夫州、尼古拉耶夫州、盧甘斯克州、扎波羅熱州、蘇梅州、第聶伯羅彼得羅夫斯克州、赫爾松州、波爾塔瓦州、哈爾科夫州和頓涅茨克州，至少造成7名平民死亡，44名平民受傷。第聶伯羅彼得羅夫斯克州州長表示，俄羅斯向第聶伯羅市發射無人機和導彈，破壞購物中心和兒童醫院等民用基礎設施，至少造成8名平民死亡，55名平民受傷。烏克蘭空軍表示，俄軍對第聶伯羅彼得羅夫斯克州發動大規模攻擊，防空部隊擊落1枚9K720伊斯坎德爾-K巡航導彈、4枚Kh-59制導空中導彈和6架無人機。哈爾科夫州檢察官辦公室表示，俄軍使用3枚制導式空中炸彈襲擊哈爾科夫市，至少造成14名平民受傷，包括2名兒童。波爾塔瓦州州長表示，俄軍對波爾塔瓦市發動襲擊，破壞學校和幼兒園，至少造成1名平民死亡，3名平民受傷。
烏克蘭武裝部隊總參謀部表示，自全面入侵以來，俄羅斯在烏克蘭損失546,270名士兵，過去一天俄軍有1,180人傷亡，累計損失8,123輛戰車、15,583輛裝甲戰鬥車輛、19,850輛車輛和油箱、14,712門火砲系統、1,115套多管火箭系統、876套防空系統、360架飛機、326架直升機、11,668架無人機、2,336枚巡弋飛彈、28艘船隻和1艘潛艦等。烏克蘭國防部情報總局表示，今年4月8日俄羅斯加里寧格勒州一艘俄羅斯軍艦遭到破壞，是俄羅斯自由軍團和烏克蘭軍事情報專案「我想活下去」聯合行動的一部分，某些俄羅斯公民勇敢參與這次危險行動，對俄羅斯艦隊造成嚴重破壞。
俄羅斯國防部表示，過去24小時，防空系統擊落3枚海馬斯火箭炮彈以及39架無人機。其中，午夜至凌晨期間，防空部隊在別爾哥羅德州上空摧毀5架無人機，在布良斯克州上空擊落4架，在莫斯科州上空摧毀1架。另外國防部表示，黑海艦隊部隊在過去一天摧毀3架烏克蘭海上無人機。俄羅斯國家原子能集團公司總經理表示，俄佔扎波羅熱核電站附近彩虹變電站遭到3次無人機襲擊，至少造成8人受傷。俄佔埃涅爾戈達爾市官員表示，由於烏軍對彩虹變電站的襲擊，埃內戈達爾市大部分地區停電停水。
俄羅斯國防部表示，南方集團軍部隊已經佔領頓涅茨克地區恰索夫亞爾諾維區，烏克蘭軍隊在過去一晝夜內，在前線各地區內損失1,740名軍人。俄軍使用伊斯坎德爾戰役戰術導彈系統對烏克蘭波爾塔瓦機場實施打擊，摧毀烏軍一架米-24直升機。過去24小時，俄軍航空兵、無人機、導彈部隊和炮兵摧毀125個有生力量和烏軍軍事裝備聚集區。自「特別軍事行動」開始以來，俄軍已摧毀烏克蘭隊625架飛機、277架直升機、27,160輛無人機、537個防空導彈系統、16,490輛坦克和其他裝甲作戰車輛、1,363個多管火箭發射器、11,272門野戰炮和迫擊炮以及23,289輛特別軍用機動車。
烏克蘭總統澤連斯基會面到訪的聯合國大會主席丹尼斯·法蘭西斯，兩人討論和平與國際安全問題，法蘭西斯承諾支持澤連斯基提出的和平計劃，認為無論今年全球各國選舉的結果如何，大會將繼續支持烏克蘭的領土完整和主權，任何國家都無權入侵另一個國家，這種立場無法改變。
俄羅斯總統普京在哈薩克出席上海合作組織峰會，並與土耳其總統埃爾多安會面，期間埃爾多安向普京提議由土耳其協助調解結束戰爭。俄羅斯總統新聞秘書佩斯科夫則表示，俄羅斯拒絕有關想法，指出埃爾多安不能作為中間人，但未有交代具體原因。另外普京亦在哈薩克會面中共中央總書記兼中國國家主席習近平，期間習近平強調中國和俄羅斯要繼續加強戰略合作，防止新冷戰，在烏克蘭問題上，認為任何缺少俄羅斯參與的會談都是徒勞。
烏克蘭總理什梅加爾表示，烏克蘭已從國際貨幣基金組織收到22億美元基金撥款，將有助於為關鍵預算支出、社會福利以及醫生和教師的工資提供資金。
俄羅斯軍事法庭批准拘捕俄羅斯高級指揮官阿爾喬姆·戈羅迪洛夫，涉嫌大規模欺詐1萬多美元。戈羅迪洛夫曾被調查發現對烏克蘭基輔郊外布查鎮的平民大屠殺負有責任。
烏克蘭駐維也納國際組織大使表示，只有3%俄羅斯導彈、無人機和制導炸彈擊中烏克蘭的軍事目標，而97%導彈、無人機和制導炸彈擊中民用基礎設施，蘇聯在20世紀80年代末於阿富汗損失1萬5萬千名士兵，迫使蘇聯承認失敗並從阿富汗撤出軍隊，結束10年戰爭。相比之下，僅2023年6月俄羅斯在烏克蘭損失3萬3千多名士兵，然而被認為是蘇聯繼承人的克里姆林宮政權仍然相信戰爭必須繼續下去。
美國國防部宣佈，向烏克蘭提供價值1.5億美元軍事援助計劃，為烏克蘭提供包括高機動性火炮火箭系統彈藥、炮彈和其他來自美國庫存的關鍵能力彈藥。
芬蘭總統斯圖布表示，俄羅斯依賴中國的程度，已經到只要中國願意，就能終結俄烏戰爭的地步，如果習近平向俄羅斯總統普京表示，是時候開始和平談判，俄羅斯將被迫屈服，俄方根本別無選擇，又指出結束俄烏戰爭將使中方受益，中國成功保護領土完整和主權相關的國際規則，將顯示出中國的領導力。
烏克蘭傳媒「真理報」引述總統團隊消息人士報道，總統澤連斯基正在考慮是否解除總理什梅加爾職務，澤連斯基認為什梅加爾未能提供一些創造性的解決方案和建議。

## 7月4日
烏克蘭地方政府表示，截至04日上午9時，俄羅斯在過去24小時內，一共襲擊12個州，包括基輔、日託米爾、切爾尼戈夫、尼古拉耶夫、盧甘斯克、扎波羅熱、蘇梅、第聶伯羅彼得羅夫斯克、赫爾松、波爾塔瓦、哈爾科夫和頓涅茨克州，至少造成10名平民死亡，99名平民受傷。頓涅茨克州州長表示，俄軍使用無人機和多管火箭炮襲擊新赫羅迪夫卡和扎維特內，至少造成1名平民死亡，8名平民受傷，包括4名兒童。敖德薩州州長表示，俄軍使用彈道導彈襲擊敖德薩州港口基礎設施，至少造成1名平民死亡，7名平民受傷。
烏克蘭武裝部隊總參謀部表示，自全面入侵以來，俄羅斯在烏克蘭損失547,470名士兵，過去一天俄軍有1,200人傷亡，累計損失8,132輛戰車、15,600輛裝甲戰鬥車輛、19,923輛車輛和油箱、14,777門火砲系統、1,115套多管火箭系統、878套防空系統、360架飛機、326架直升機、11,694架無人機、2,342枚巡弋飛彈、28艘船隻和1艘潛艦等。烏克蘭軍方霍爾蒂恰作戰戰略小組發言人表示，烏克蘭軍隊已經從頓涅茨克州恰西夫亞爾卡納爾社區撤出。烏克蘭空軍上校表示，自2023年5月西方盟友開始提供愛國者防空系統以來，俄羅斯向烏克蘭首都基輔發射的所有匕首高超音速導彈全數被擊落。
俄羅斯國防部表示，過去24小時，防空系統擊落14枚海馬斯火箭炮彈、1枚美製HARM反雷達導彈、1枚法製鐵錘精確制導炸彈以及37架無人機。其中，午夜至凌晨期間，防空部隊在別爾哥羅德州上空摧毀1架無人機，在布良斯克州上空擊落2架，在坦波夫州上空摧毀1架。
俄羅斯國防部表示，烏克蘭軍隊在過去一晝夜內，在前線各地區內損失2,225名軍人。俄軍使用伊斯坎德爾戰役戰術導彈系統對烏克蘭第聶伯羅彼得羅夫斯克州多爾金採沃機場實施打擊，摧毀烏軍一架米-29戰機。過去24小時，俄軍航空兵、無人機、導彈部隊和炮兵摧毀128個有生力量和烏軍軍事裝備聚集區。自「特別軍事行動」開始以來，俄軍已摧毀烏克蘭隊626架飛機、277架直升機、27,197輛無人機、537個防空導彈系統、16,499輛坦克和其他裝甲作戰車輛、1,364個多管火箭發射器、11,326門野戰炮和迫擊炮以及23,319輛特別軍用機動車。
烏克蘭傳媒《基輔獨立報》引述烏克蘭國防部情報總局消息報道，情報總局無人機襲擊俄羅斯坦波夫州科託夫斯克鎮的一個火藥廠，引發爆炸。
烏克蘭總統澤連斯基表示，儘管軍援已經得到批准和討論，烏軍仍然有14個旅缺乏必要的武器裝備。雖然美國已在4月批准一個61億美元的軍援計劃，但實際援助到達得太慢，加重前線的困難局面。澤倫斯基表示，烏克蘭對西方伙伴的支持表示感謝，但援助遲滯影響戰場局勢，目前不適合談論烏克蘭的反攻行動，因為烏方必須先集中精力保護已經掌控的地區。
烏克蘭國家安全局表示，國家安全局缺席指控俄羅斯西貢軍區第159戰機航空團團長伊凡潘琴科上校下令襲擊烏克蘭東部的民用基礎設施，包括哈爾科夫州斯科沃羅迪尼夫卡的赫裡霍裡·斯科沃羅達國家文學紀念博物館。
烏克蘭代理文化部長表示，俄羅斯仍然控制俄佔烏克蘭地區上約150萬件博物館文物，截至4月下旬，俄羅斯發動的戰爭已對1,987個文化設施造成損害，烏克蘭正與聯合國教科文組織合作，紀錄俄羅斯的罪行。

## 7月5日
烏克蘭地方政府表示，截至05日上午9時，俄羅斯在過去24小時內，一共襲擊13個州，包括基輔、切爾卡瑟、敖德蕯、切爾尼戈夫、尼古拉耶夫、盧甘斯克、扎波羅熱、蘇梅、第聶伯羅彼得羅夫斯克、赫爾松、波爾塔瓦、哈爾科夫和頓涅茨克州，至少造成7名平民死亡，43名平民受傷。烏克蘭總檢察長辦公室表示，俄軍先後3次襲擊頓涅茨克州科馬爾，至少造成1名平民死亡，20名平民受傷。
烏克蘭武裝部隊總參謀部表示，自全面入侵以來，俄羅斯在烏克蘭損失548,580名士兵，過去一天俄軍有1,110人傷亡，累計損失8,142輛戰車、15,611輛裝甲戰鬥車輛、19,977輛車輛和油箱、14,831門火砲系統、1,115套多管火箭系統、878套防空系統、360架飛機、326架直升機、11,751架無人機、2,342枚巡弋飛彈、28艘船隻和1艘潛艦等。烏克蘭克里米亞游擊隊「阿泰什」表示，成功破壞俄羅斯葉卡捷琳堡市附近的西伯利亞鐵路，阻止用於運輸北韓彈藥的火車通行。
俄羅斯國防部表示，防空部隊在克拉斯諾達爾邊疆區上空摧毀14架無人機，在俄佔扎波羅熱地區上空摧毀26架，在羅斯托夫州上空摧毀10架無人機。克拉斯諾達爾邊疆區領導人表示，防空部隊在濱海阿赫塔爾斯克擊落數架烏克蘭無人機，至少6人受傷。俄羅斯別爾哥羅德州州長表示，烏軍過去一晝夜向7個邊境地區發射約50枚炮彈，導致4名平民受傷。
俄羅斯國防部表示，過去一周內，烏軍損失13,525名士兵。防空部隊在過去一周內摧毀烏克蘭空軍2架米格-29和1架蘇-27飛機，5個美制陸軍戰術導彈系統，5枚海王星-MD遠程制導導彈，14枚英制暴風影巡航導彈，7枚法制鐵錘制導炸彈，1枚美制HARM反雷達導彈，42枚美制海馬斯火箭彈和捷克制吸血鬼火箭彈以及451架無人機，並且對烏軍機場發動襲擊，摧毀5架蘇-27飛機和1架米-24直升機。自「特別軍事行動」開始以來已摧毀烏克蘭626架軍用飛機，277架直升機，27,228架無人機，537個防空導彈系統，16,506輛坦克以及其它裝甲戰車，1,364套多管火箭發射系統，11,386門野戰炮和迫擊炮，23,345輛特種軍用車輛。俄羅斯防空反導部隊司令安德烈·謝苗諾夫中將表示，防空部隊從「特別軍事行動」開始以來摧毀超過4.2萬個目標，其中包括550多架飛機和2.7萬架無人機。
俄羅斯總統普京會面到訪的匈牙利總理欧尔班，雙方會後聲明表示，就包括烏克蘭衝突在內的主要國際問題進行直接和詳細討論，瞭解決烏克蘭衝突的可能辦法，其中普京表示，俄羅斯對通過政治和外交途徑解決烏克蘭問題始終持開放態度，但不能是停火或者暫停，因為這樣只會讓基輔政權整備，俄羅斯主張全面、徹底結束衝突。歐爾班表示，烏克蘭和俄羅斯對全面入侵和和平前景的立場相距甚遠，需要採取不少步驟來建立和平，但已朝著對話邁出重要的第一步。
烏克蘭海軍指揮官阿列克西·涅伊日帕帕表示，即將交付烏克蘭的F-16戰機，將有助挑戰俄羅斯在黑海上空完全主導的地位，F-16將能夠抵抗俄羅斯戰機，使黑海西北部幾乎100%安全，特別是民用船隻的走廊。由於烏克蘭海軍無人艇的襲擊，使俄羅斯軍艦無法進入黑海西北部，烏克蘭希望擴大航運走廊，使南部的尼古拉耶夫和赫爾松港口恢復，但由於俄羅斯控制著金本沙嘴，令有關計劃未能實現。
烏克蘭傳媒「真理報」引述烏克蘭第41獨立機械化旅第206營士兵消息報道，第206營士兵在頓涅茨克州紐約克沒有得到足夠支援，令俄軍成功在有關前線村莊推進。
烏克蘭國家奧林匹克委員會和烏克蘭體育部向國際奧委會發信，呼籲禁止違反中立規則，但已獲參賽資格的俄羅斯中立運動員參加即將舉行的巴黎奧運會，信中指出這些運動員不符合獲得個人中立運動員身份的充分標準，證據表明部分運動員在社交網站點讚和分享呼籲侵略烏克蘭和美化戰爭的內容，部分運動員則與俄羅斯軍隊有直接聯絡。
德國駐烏克蘭大使表示，德國承諾向烏克蘭提供的第三套愛國者防空系統已經扺達烏克蘭。拉脫維亞國防部表示，7月將向烏克蘭提供2千5百多架不同型別的戰鬥無人機，價值430萬美元。
俄羅斯獨立媒體Mediazona與Meduza根據俄羅斯國家統計局公開提供的死亡率資料、公眾平台上的訃告和俄羅斯遺產註冊處的記錄，推算自2022年2月俄羅斯全面入侵烏克蘭以來，約有12萬名俄羅斯士兵喪生，並明確表示，實際數字可能更高，又指出損失率不斷上升，平均每天有200至250人死亡。
英國傳媒「經濟學人」引述美國國防部外洩文件報道，目前為止俄羅斯在烏克蘭戰爭中已經損失超過15萬名士兵，每月損失數量持續攀升，2024年前6個月的月平均損失均超過1萬人。相比之下，烏克蘭軍隊的損失較低，僅約俄羅斯的三分之一。俄羅斯在2022年初曾預計戰爭耗損不會超過2.5萬人，但實際損失已經超過前期預估的6倍，超過自第二次世界大戰後，俄羅斯在所有軍事衝突中的累計傷亡。

## 7月6日
烏克蘭地方政府表示，截至06日上午9時，俄羅斯在過去24小時內，一共襲擊11個州，包括敖德蕯、切爾尼戈夫、尼古拉耶夫、盧甘斯克、扎波羅熱、蘇梅、第聶伯羅彼得羅夫斯克、赫爾松、波爾塔瓦、哈爾科夫和頓涅茨克州，至少造成12名平民死亡，50名平民受傷。烏克蘭空軍表示，俄羅斯午夜至凌晨期間對烏克蘭發動襲擊，俄軍從俄佔克里米亞和庫爾斯克州發射27架無人機、防空系統在第聶伯羅彼得羅夫斯克、波爾塔瓦、扎波羅熱、赫爾松、哈爾科夫、頓涅茨克、蘇梅、切爾尼戈夫、文尼察、基輔、基洛夫格勒和尼古拉耶夫州擊落24架無人機。
烏克蘭武裝部隊總參謀部表示，自全面入侵以來，俄羅斯在烏克蘭損失549,840名士兵，過去一天俄軍有1,260人傷亡，累計損失8,153輛戰車、15,629輛裝甲戰鬥車輛、20,053輛車輛和油箱、14,897門火砲系統、1,115套多管火箭系統、878套防空系統、360架飛機、326架直升機、11,809架無人機、2,351枚巡弋飛彈、28艘船隻和1艘潛艦等。烏克蘭空軍司令表示，俄軍近期多次對多維因采夫等機場發動導彈攻擊，擊中的是高質量戰機和愛國者防空系統模型。烏克蘭軍方霍爾蒂恰作戰戰略小組發言人表示，俄軍在頓涅茨克州恰西夫亞爾附近地區的戰鬥中已損失多達5千多名士兵。
俄羅斯國防部表示，防空部隊擊落3枚英制暴風影巡航導彈，1枚美制HARM反雷達導彈，1枚法制鐵錘制導炸彈，3枚美制海馬斯火箭彈和55架無人機。俄羅斯別爾哥羅德州州長表示，無人機襲擊謝貝基諾鎮，損壞多棟建築、車輛和一個工業設施，至少造成1人受傷。俄佔頓涅茨克地區官員表示，烏軍對戈爾洛夫卡市發動炮擊，至少造成20名平民受傷。
俄羅斯多家媒體報道，烏克蘭針對俄羅斯克拉斯諾達爾邊疆區發動無人機襲擊，導致2個油庫起火，並損壞1座通訊塔。烏克蘭傳媒「基輔獨立報」引述烏克蘭國家安全局消息人士報道，國家安全局無人機襲擊俄羅斯克拉斯諾達爾邊疆區數個油庫。
俄羅斯國防部表示，俄羅斯武裝部隊中部集團軍已佔領頓涅茨克地區索科爾居民點。 烏克蘭軍隊在過去一晝夜內，在前線各地區內損失2千多名軍人，俄軍航空兵、無人機、導彈部隊和炮兵摧毀127個有生力量和烏軍軍事裝備聚集區。
土耳其外交部部長菲丹表示，目前結束戰爭的努力應該在更廣泛的基礎上展開，應該建立一個能夠防止極端化加深、擁有高度參與和代表性、優先考慮外交的和平平台，解決俄羅斯與烏克蘭之間的戰爭。
愛沙尼亞國防部表示，愛沙尼亞已向烏克蘭交付多套西北風人員攜行式防空飛彈。

## 7月7日
烏克蘭地方政府表示，截至07日上午9時，俄羅斯在過去24小時內，一共襲擊11個州，包括基洛夫格勒、切爾尼戈夫、尼古拉耶夫、盧甘斯克、扎波羅熱、蘇梅、第聶伯羅彼得羅夫斯克、赫爾松、波爾塔瓦、哈爾科夫和頓涅茨克州，至少造成8名平民死亡，16名平民受傷。赫爾松州軍事管理局表示，俄軍炮擊赫爾松市科拉貝爾尼一個居民區，至少造成1名孕婦受傷。第聶伯羅彼得羅夫斯克州州長表示，俄軍襲擊尼科波爾市，至少造成5名平民受傷，包括1名兒童。
烏克蘭武裝部隊總參謀部表示，自全面入侵以來，俄羅斯在烏克蘭損失550,990名士兵，過去一天俄軍有1,150人傷亡，累計損失8,155輛戰車、15,645輛裝甲戰鬥車輛、20,103輛車輛和油箱、14,937門火砲系統、1,115套多管火箭系統、879套防空系統、360架飛機、326架直升機、11,862架無人機、2,352枚巡弋飛彈、28艘船隻和1艘潛艦等。烏克蘭軍方霍爾蒂恰作戰戰略小組表示，烏軍獨立機械化旅在頓涅茨克州波爾科夫斯克擊落1架俄羅斯Su-25戰機。
俄羅斯國防部表示，防空部隊一天內擊落3枚法制鐵錘制導炸彈，2枚美制海馬斯火箭彈和31架無人機。俄佔梅利托波爾市政府表示，防空系統在梅利托波爾市上空擊落5枚海馬斯火箭彈，其中4枚的碎片落到城市的北部。
俄羅斯沃羅涅日州州長表示，防空部隊一夜之間摧毀幾架無人機。烏克蘭傳媒引述烏克蘭國家安全局消息報道，烏克蘭無人機襲擊俄羅斯沃羅涅日州謝爾蓋耶夫卡一個大型彈藥庫，儲存地對地和地對空導彈、坦克和大炮的炮彈以及槍支彈藥箱。
俄羅斯國防部表示，俄羅斯武裝部隊中部集團軍已佔領頓涅茨克地區奇加里居民點。烏克蘭軍隊在過去一晝夜內，在前線各地區內損失2千多名軍人，俄軍航空兵、無人機、導彈部隊和炮兵摧毀119個有生力量和烏軍軍事裝備聚集區。自「特別軍事行動」開始以來，俄羅斯武裝部隊已經摧毀烏克蘭626架飛機、277架直升機、27,314架無人機、540架防空導彈發射系統、16,521輛坦克和其他裝甲作戰車輛、1,366輛多管火箭發射系統、11,516門火炮和迫擊炮、23,410輛特種軍車。
烏克蘭總統澤連斯基在敖德薩會見上任不足48小時的新任英國國防部長希利，希利重申英國對烏克蘭的堅定支持，並宣佈向烏克蘭提供反戰車導彈、自走砲等。另外，澤連斯基亦會見新任荷蘭外交部長維爾德坎普和國防部長布雷克爾曼斯，兩人均重申荷蘭對烏克蘭的堅定支持，並宣佈向烏克蘭提供援助，擴大人權調查和失蹤人員的法醫研究等。
烏克蘭基輔市國家管理局副局長表示，俄羅斯的襲擊破壞烏克蘭首都基輔市一半以上的發電能力，現時已經恢復因襲擊而損失的三分之二的發電能力，計劃透過建造中小型火力發電廠來分散電力和熱能生產系統。
歐盟駐烏克蘭代表團表示，沒有跡象表明烏克蘭政府內的基礎設施機構濫用由外國提供的資金。
匈牙利總理歐爾班接受瑞士傳媒訪問時表示，俄羅斯總統普京向他表示，在嚴肅的和平談判開始之前，並不期望達成任何停火協議，認為烏克蘭會利用停火繼續對抗俄羅斯。而烏克蘭總統澤連斯基亦有相同看法。
俄羅斯獨立媒體Mediazona與BBC新聞俄語根據公共來源，包括訃告、親屬、地區媒體和地方當局的報道，確認自2022年2月俄羅斯全面入侵烏克蘭以來，58,207名俄羅斯陣亡士兵的名字，超過3,700名軍官在烏克蘭的戰鬥中喪生，其中430名軍官軍銜為中校或更高，在烏克蘭東部戰線至少有11,758名俄羅斯囚犯士兵被殺，報道明確表示，實際數字可能更高。

## 7月8日
烏克蘭地方政府表示，截至08日上午9時，俄羅斯在過去24小時內，一共襲擊11個州，包括日托米爾、切爾尼戈夫、尼古拉耶夫、盧甘斯克、扎波羅熱、蘇梅、第聶伯羅彼得羅夫斯克、赫爾松、切爾卡瑟、哈爾科夫和頓涅茨克州，至少造成2名平民死亡，14名平民受傷。烏克蘭空軍表示，截止上午7時30分，俄軍從俄羅斯薩拉托夫地區上空的Tu-95MS戰略轟炸機發射4枚Kh-101巡弋飛彈和在俄羅斯庫爾斯克地區和俄佔克里米亞發射2枚伊斯坎德爾-M彈道導彈，防空部隊在日托米爾和切爾卡瑟地區攔截3枚Kh-101巡弋飛彈。
烏克蘭空軍表示，上午10時起，俄羅斯再向烏克蘭發射大量導彈，包括1枚匕首高超音速彈道導彈、4枚伊斯坎德爾-M彈道導彈、1枚3M22鋯石巡弋飛彈、13枚Kh-101巡弋導彈、14枚口徑巡弋導彈、2枚Kh-22巡弋導彈以及3枚Kh-59/Kh-69空中制導導彈，防空部隊成功摧毀1枚匕首高超音速彈道導彈、3枚伊斯坎德爾-M彈道導彈、11枚Kh-101巡弋導彈、12枚口徑巡弋飛彈和3枚Kh-59/Kh-69 空中制導導彈。烏克蘭總統澤連斯基表示，上午俄羅斯再度對烏克蘭發動大規模導彈襲擊，至少發射40枚各種型別的導彈，基輔、第聶伯羅、克里維里赫、斯洛維揚斯克、波克羅夫斯克和克拉馬託斯克均受到攻擊，至少造成37名平民死亡，170多名平民受傷。第聶伯羅彼得羅夫斯克州州長表示，俄軍上午的大規模襲擊擊中第聶伯羅市，至少造成1名平民死亡，12名平民受傷，另外克里維里赫市當局表示，俄軍上午的大規模襲擊，至少造成當地10名平民死亡，47名平民受傷。烏克蘭內政部表示，俄軍的襲擊導致基輔市，至少31名平民死亡，包括4名兒童，117名平民受傷，包括10名兒童。其中，烏克蘭國家緊急服務局表示，俄軍上午的大規模襲擊中，墜落的導彈碎片擊中基輔市一家婦產醫院，至少造成7名平民死亡，3名平民受傷。烏克蘭基輔市長表示，烏克蘭最大的奧赫馬迪特兒童醫院在俄軍上午的大規模襲擊中被擊中，部分建築物倒塌，至少造成2名平民死亡，50名平民受傷，包括7名兒童。頓涅茨克州州長表示，俄軍上午對波克羅夫斯克發動襲擊，至少造成3名平民死亡，3名平民受傷。
烏克蘭武裝部隊總參謀部表示，自全面入侵以來，俄羅斯在烏克蘭損失552,190名士兵，過去一天俄軍有1,200人傷亡，累計損失8,171輛戰車、15,685輛裝甲戰鬥車輛、20,150輛車輛和油箱、14,966門火砲系統、1,115套多管火箭系統、880套防空系統、360架飛機、326架直升機、11,893架無人機、2,353枚巡弋飛彈、28艘船隻和1艘潛艦等。烏克蘭執法部門表示，俄羅斯軍隊使用Kh-101巡航導彈襲擊基輔的奧赫馬迪特兒童醫院，導彈沒有被防空系統擊中，而是按照預先編程的路線攻擊該醫院，形容攻擊是蓄意。
俄羅斯國防部表示，防空系統擊落4枚法製鐵錘制導導彈、5枚美製海馬斯火箭彈和30架無人機。俄羅斯別爾哥羅德州州長表示，烏軍襲擊尼科爾斯科耶村，至少造成2人死亡，3人受傷。
俄羅斯國防部表示，俄軍上午針對基輔破壞俄羅斯能源和經濟設施的企圖，使用遠程精確武器對烏克蘭軍工設施和空軍基地進行報復式集體打擊，並擊中全部目標，指出烏克蘭的平民傷亡，是由烏克蘭防空系統導彈掉落所造成，俄羅斯並沒有蓄意對民用設施進行導彈襲擊。
俄羅斯國防部表示，烏克蘭軍隊在過去一晝夜內，在前線各地區內損失1,940名軍人，俄軍航空兵、無人機、導彈部隊和炮兵摧毀122個有生力量和烏軍軍事裝備聚集區。自「特別軍事行動」開始以來，俄羅斯武裝部隊已經摧毀烏克蘭626架飛機、277架直升機、27,344架無人機、540架防空導彈發射系統、16,528輛坦克和其他裝甲作戰車輛、1,369輛多管火箭發射系統、11,556門火炮和迫擊炮、23,453輛特種軍車。
烏克蘭總統澤連斯基到訪波蘭華沙會見波蘭總理圖斯克，兩人即將舉行的北約峰會預期成果、雙邊防務合作等，並簽署雙邊安全合作協議。澤連斯基在記者會上批評匈牙利總理歐爾班進行所謂的「和平之旅」，先後到訪俄羅斯、烏克蘭和中國，認為俄烏之間的成功調解只能透過嚴肅而強大的聯盟來實現，歐爾班的莫斯科之行只是其獨立選擇。另外，澤倫斯基表示，已就俄羅斯上午對烏克蘭各地的大規模空襲，要求聯合國安理會召開緊急會議，指出必須追究俄羅斯和普京發動襲擊的責任。
俄羅斯聯邦安全局表示，成功阻止烏克蘭情報部門在北約國家支持下策劃劫持圖-22M3戰略轟炸機的企圖，聯邦安全局聲稱烏克蘭情報部門試圖通過金錢和意大利公民身份，招募一名俄軍飛行員說服其駕駛一架轟炸機降落烏克蘭，及後俄軍轟炸烏克蘭空軍基地阻止其陰謀。
匈牙利總理歐爾班在訪問烏克蘭及俄羅斯後，轉抵中國北京，會見中共中央總書記兼中國國家主席習近平，雙方重點討論烏克蘭危機，習近平表示，早日停火止戰，尋求政治解決，符合各方利益，國際社會要為雙方恢復直接對話談判，創造條件、提供助力，中國一直以自己的方式，積極勸和促談，願同匈牙利以及有關各方繼續保持溝通。歐爾班則表示，俄烏戰爭何時結束，除了交戰雙方外，還取決於美國、歐盟和中國的決定。
美國總統拜登譴責俄羅斯上午對烏克蘭的空襲，並強調國際社會支援烏克蘭的重要性，將與盟友一起宣佈新措施，以加強烏克蘭的防空，以幫助保護其城市和平民免受俄羅斯的襲擊。美國國家安全委員會發言人柯比表示，在上午俄羅斯對烏克蘭發動大規模襲擊後，美國仍然繼續維持不會允許烏克蘭對俄羅斯境內更深入的地區發動襲擊，烏克蘭仍然可以使用美國提供的武器攻擊靠近邊境的目標。
德國國防部表示，向烏克蘭提供新一輪軍事援助計劃，其中包括愛國者防空系統備件和彈藥、豹1型坦克彈藥、其他型號彈藥和無人機等。
瑞士政府宣布，對俄羅斯實施新一批制裁，進一步與歐盟為應對俄羅斯全面入侵烏克蘭而採取的第14輪制裁措施保持一致，制裁方案旨在打擊規避現有措施的行為，並進一步限制俄羅斯能源工業的利潤，新制裁針對69個個人和86個實體。其中包括俄羅斯主要商人、宣傳分子、軍事人員、司法部門成員、負責強制遣返烏克蘭兒童的人員以及俄羅斯聯邦安全局的成員。瑞士聯邦經濟事務部表示，由於俄羅斯持續的宣傳和虛假信息活動，瑞士亦跟隨歐盟做法，禁止俄羅斯四家媒體，包括「俄羅斯報」、「歐洲之聲」、「俄羅斯新聞通訊社」和「消息報」。

## 7月9日
烏克蘭地方政府表示，截至09日上午9時，俄羅斯在過去24小時內，一共襲擊11個州，包括基輔、切爾尼戈夫、尼古拉耶夫、盧甘斯克、扎波羅熱、蘇梅、第聶伯羅彼得羅夫斯克、赫爾松、波爾塔瓦、哈爾科夫和頓涅茨克州，至少造成42名平民死亡，206名平民受傷。
烏克蘭武裝部隊總參謀部表示，自全面入侵以來，俄羅斯在烏克蘭損失553,410名士兵，過去一天俄軍有1,220人傷亡，累計損失8,178輛戰車、15,704輛裝甲戰鬥車輛、20,212輛車輛和油箱、15,015門火砲系統、1,115套多管火箭系統、880套防空系統、361架飛機、326架直升機、11,922架無人機、2,389枚巡弋飛彈、28艘船隻和1艘潛艦等。烏克蘭克里米亞游擊隊「阿泰什」表示，成員破壞位於俄羅斯羅斯托夫州沙赫特市附近，連接俄羅斯頓河畔羅斯托夫和俄佔馬裡烏波爾之間的關鍵鐵路。
俄羅斯國防部表示，在過去的24小時內，防空部隊擊落97架無人機和8枚美製海馬斯火箭彈。其中，防空部隊午夜至凌晨期間，在別爾哥羅德州上空攔截並摧毀3架無人機，在庫爾斯克州上空攔截並摧毀7架無人機，在沃羅涅日州上空攔截並摧毀2架無人機，在羅斯托夫州攔截並摧毀21架無人機，在阿斯特拉罕州上空攔截並摧毀5架無人機。俄羅斯羅斯託夫州州長表示，防空部隊擊落無人機，碎片墜落在該州西南部的變電站，導致兩個變壓器起火。伏爾加格勒州州長表示，無人機殘骸導致一個油庫和一個變電站起火。俄羅斯別爾哥羅德州州長表示，數個抵近別爾哥羅德的空中目標被摧毀，仍至少造成1人死亡，2人受傷。
俄羅斯國防部表示，烏克蘭軍隊在過去一晝夜內，在前線各地區內損失2,160名軍人，自「特別軍事行動」開始以來，俄羅斯武裝部隊已經摧毀烏克蘭626架飛機、277架直升機、27,441架無人機、542架防空導彈發射系統、16,536輛坦克和其他裝甲作戰車輛、1,373輛多管火箭發射系統、11,618門火炮和迫擊炮、23,490輛特種軍車。
烏克蘭傳媒引述烏克蘭國防部情報總局消息報道，國家安全局和國防部情報總局合作，對阿斯特拉罕州的阿赫圖賓斯克軍用機場、羅斯托夫州的一個變電站和伏爾加格勒州卡拉赫納多努的一個石油倉庫。
烏克蘭總統澤連斯基在社交平台上嚴厲批評印度總理莫迪訪問俄羅斯，形容看到世界最大民主國家之一的領導人在這樣的日子裡在莫斯科擁抱世界上最血腥的罪犯，真是令人極為失望，也是對和平努力的毀滅性打擊，帖文附上8日導彈襲擊基輔一家兒童醫院的照片。澤連斯基表示，已經抵達美國華盛頓出席北約峰會，將爭取更多防空力量，並推動加強對烏克蘭的安全保障。澤連斯基在美國一間研究所發表講話，指出美國應該允許烏克蘭軍隊使用美國提供的武器，對俄羅斯本土和俄佔克里米亞軍事目標進行打擊，形容允許後將有助限制俄羅斯在烏克蘭南部的行動，並將俄羅斯趕出有關地區。
美國總統拜登在北約峰會上表示，普京在俄烏戰爭爆發前以為北約會分裂，不過現在北約是史上最強大，普京企圖完全征服烏克蘭，並將烏克蘭由地圖上消失，但烏克蘭可以及將會阻止普京，烏克蘭戰後仍會是一個自由和獨立的國家。美國及其盟友未來數月將向烏克蘭提供5套戰略和數十套戰術防空系統。當中包括由美、德及羅馬尼亞提供額外提供多套愛國者防空系統、荷蘭和其他夥伴供應愛國者組件、意大利額外提供一套SAMP／T型反導彈防空系統等。
聯合國烏克蘭人權監測團團長貝爾引述研究人員分析指出，8日對烏克蘭基輔兒童醫院遭受的致命襲擊，很可能是俄羅斯導彈直接命中造成，同時根據影像分析和現場評估顯示，兒童醫院極有可能是被直接擊中，而不是遭到攔截系統波及，目前仍無法做出最終的判斷，但導彈似乎是由俄羅斯本土發射。
印度總理莫迪訪問俄羅斯莫斯科並會晤總統普京後表示，回應烏克蘭基輔兒童醫院在8日遇襲，形容無論是戰爭、衝突或恐怖襲擊，相信任何有人性的人都會感到痛苦，當無辜的兒童被殺時，這種痛苦非常可怕，強調只有透過談判才能找到通往和平的道路。

## 7月10日
烏克蘭地方政府表示，截至10日上午9時，俄羅斯在過去24小時內，一共襲擊12個州，包括羅夫涅、敖德薩、切爾尼戈夫、尼古拉耶夫、盧甘斯克、扎波羅熱、蘇梅、第聶伯羅彼得羅夫斯克、赫爾松、波爾塔瓦、哈爾科夫和頓涅茨克州，至少造成6名平民死亡，6名平民受傷。烏克蘭空軍表示，俄軍在俄羅斯濱海阿赫塔爾斯克和俄佔克里米亞喬達角發射20架無人機，從克里米亞半島發射1枚伊斯坎德爾M型彈道導彈和4枚Kh-59/69巡航導彈，防空部隊在敖德薩、尼古拉耶夫、赫爾松、第聶伯羅彼得羅夫斯克、赫梅利尼茨基、切爾卡瑟、文尼察和羅夫涅州上空擊落14架無人機，另外3枚Kh-59/69巡航導彈和3架無人機偏離預定目標。烏克蘭尼古拉耶夫州州長表示，俄軍襲擊沃茲涅先斯克，導致一個民用設施起火，至少造成1人死亡，8人受傷，包括沃茲涅先斯克市長。
烏克蘭武裝部隊總參謀部表示，自全面入侵以來，俄羅斯在烏克蘭損失554,510名士兵，過去一天俄軍有1,100人傷亡，累計損失8,180輛戰車、15,715輛裝甲戰鬥車輛、20,269輛車輛和油箱、15,051門火砲系統、1,115套多管火箭系統、883套防空系統、361架飛機、326架直升機、11,973架無人機、2,389枚巡弋飛彈、28艘船隻和1艘潛艦等。烏克蘭軍方霍爾蒂恰作戰戰略小組表示，烏克蘭仍然控制頓涅茨克州亞斯諾布羅迪夫卡，反駁早前俄軍聲稱已經佔領的說法。
俄羅斯國防部表示，在過去的24小時內，防空部隊擊落55架無人機、4枚美製陸軍作戰戰術導彈、3枚美製海馬斯火箭炮和4枚法製鐵錘制導空中炸彈。
俄羅斯國防部表示，烏克蘭軍隊在過去一晝夜內，在前線各地區內損失2,100名軍人，防空部隊擊落1架烏克蘭米格-29戰機，俄軍航空兵、無人機、導彈部隊和炮兵摧毀131個有生力量和烏軍軍事裝備聚集區。自「特別軍事行動」開始以來，俄羅斯武裝部隊已經摧毀烏克蘭627架飛機、277架直升機、27,496架無人機、545架防空導彈發射系統、16,539輛坦克和其他裝甲作戰車輛、1,373輛多管火箭發射系統、11,685門火炮和迫擊炮、23,515輛特種軍車。
烏克蘭總統澤連斯基在美國華盛頓會面盧森堡總理弗里登，雙方簽署雙邊安全合作協議盧森堡明確重申支援烏克蘭未來加入歐盟和北約，並將撥款8000萬歐元用於向烏克蘭提供國防援助。
俄羅斯聯邦安全局表示，拘捕1名俄羅斯公民，涉嫌受烏克蘭軍事情報機構招募，試圖通過快遞服務將三個偽裝成禮品包裝的高性能爆炸裝置送到3名高級軍官住所，試圖殺死他們，以換取經濟報酬。另外，聯邦安全局表示，烏克蘭特工試圖誘使1名在俄軍庫茲涅佐夫海軍上將號航母上服役的俄羅斯公民，對航母實施恐襲，該名公民向安全機關報告，令當局挫敗有關圖謀。
俄羅斯航空表示，由於西方國家制裁導致公司未能為旗下波音和空中客機飛機購買部份零部件，因此已經與俄羅斯本土企業合作，仿製有關部件以作更換。
非政府組織「克隆尼正義基金會」、「全球法律行動」和「真相追蹤」代表2022年7月14日俄羅斯對烏克蘭中部文尼察市發動導彈襲擊中，其中18名烏克蘭遇難平民家屬向聯合國人權事務委員會申訴，指控俄羅斯的導彈攻擊破壞受害者，受到《公民與政治權利國際公約》第36條保護的生命權，呼籲聯合國人權事務委員會判定俄羅斯的行為非法，要求俄羅斯向受害者家屬賠償。
美國國務卿布林肯宣布，荷蘭和丹麥的F-16戰機正在前往烏克蘭，將在今年夏天飛越烏克蘭的天空，確保烏克蘭能夠繼續有效地自衛抵抗俄羅斯的侵略。美國白宮表示，北約盟國將在會議上宣布，為烏克蘭提供至少約430億美元的基線安全援助資金，作為未來一年的持續援助，並將在德國成立一個新的軍事指揮部，負責訓練和裝備烏克蘭軍隊，並任命一名北約高級代表駐守基輔。
英國新任首相施紀賢表示，新任工黨政府將延續上任保守黨政府的政策，允許烏克蘭使用英國提供的暴風影遠端導彈攻擊俄羅斯境內的軍事目標，指出這樣的安排將根據國際人道主義法和用於防禦目的，但應由烏克蘭決定如何部署。英國國防部長表示，與荷蘭、拉脫維亞、紐西蘭和瑞典認捐4900萬美元，向烏克蘭提供100萬架FPV無人機和其他型別無人機，包括偵察、攻擊無人機、人工智慧升級以及反無人機能力。
波蘭國防部長卡梅斯表示，在未得到整個北約的決定之前，波蘭不會單獨決定協助擊落俄羅斯針對烏克蘭西部發射的導彈。
挪威首相史托爾表示，挪威政府決定向烏克蘭提供6架F-16戰機，將於今年內開始交付。荷蘭國防部表示，將撥款3.25億美元為烏克蘭購買F-16戰機彈藥。瑞典外交部長比爾斯特羅姆表示，斯德哥爾摩願意在盟友向烏克蘭提供F-16戰機的計劃完成後，向烏克蘭提供JAS 39獅鷲戰機，但進一步步驟取決於烏克蘭。

## 7月11日
烏克蘭地方政府表示，截至11日上午9時，俄羅斯在過去24小時內，一共襲擊12個州，包括利沃夫、敖德薩、切爾尼戈夫、尼古拉耶夫、盧甘斯克、扎波羅熱、蘇梅、第聶伯羅彼得羅夫斯克、赫爾松、哈爾科夫和頓涅茨克州，至少造成5名平民死亡，14名平民受傷。烏克蘭國家緊急服務局表示，俄軍使用無人機對正在赫爾松州比洛澤爾卡一處遭襲擊現場協助救火的消防車投擲爆炸物，沒有傷亡報告。哈爾科夫州長表示，俄軍對楚胡伊夫進行空襲，至少造成3名平民死亡，9名平民受傷。
烏克蘭武裝部隊總參謀部表示，自全面入侵以來，俄羅斯在烏克蘭損失555,620名士兵，過去一天俄軍有1,100人傷亡，累計損失8,182輛戰車、15,732輛裝甲戰鬥車輛、20,325輛車輛和油箱、15,110門火砲系統、1,119套多管火箭系統、886套防空系統、361架飛機、326架直升機、12,009架無人機、2,392枚巡弋飛彈、28艘船隻和1艘潛艦等。烏克蘭第3獨立突擊旅副指揮官表示，烏克蘭士兵成功挫敗俄軍在哈爾科夫州博羅瓦取得突破的計劃。
俄羅斯國防部表示，防空部隊過去24小時擊落24架無人機和5枚美製多管火箭炮。其中，午夜至凌晨期間，在布良斯克州、坦波夫州、圖拉州和莫斯科州上空摧毀和攔截5架無人機。
俄羅斯國防部表示，中央集團軍部隊佔領頓涅茨克地區沃斯霍德村，烏克蘭軍隊在過去一晝夜內，在前線各地區內損失2,090名軍人。俄軍航空兵、無人機、導彈部隊和炮兵摧毀127個有生力量和烏軍軍事裝備聚集區。自「特別軍事行動」開始以來，俄羅斯武裝部隊已經摧毀烏克蘭627架飛機、277架直升機、27,520架無人機、545架防空導彈發射系統、16,551輛坦克和其他裝甲作戰車輛、1,374輛多管火箭發射系統、11,718門火炮和迫擊炮、23,551輛特種軍車。
烏克蘭總統澤連斯基在美國華盛頓會見羅馬尼亞總統約翰尼斯，雙方簽署雙邊安全協議，加強黑海地區安全的具體合作，羅馬尼亞亦將向烏克蘭提供愛國者防空系統等。澤連斯基亦會見美國總統拜登，其中拜登宣布向烏克蘭提供新一批國防安全援助計劃，包括先進地對空導彈系統彈藥和海馬斯多管火箭炮彈藥等。
俄羅斯聯邦安全會議副主席、前總統梅德韋傑夫表示，俄羅斯應該盡一切努力，確保基輔加入北約的道路以烏克蘭或北約的消失而告終，最好的結果是烏克蘭和北約都消失。
烏克蘭傳媒「基輔獨立報」引述烏克蘭國防部軍事情報總局消息人士報道，在俄羅斯8日襲擊烏克蘭最大兒童醫院後，一名在俄羅斯第22重型轟炸機航空師服役俄羅斯飛行員向情報總局提供30名俄羅斯指揮官個人資料，包括照片及部份機密檔案。
烏克蘭國家安全局表示，烏克蘭海事邊防警衛隊10日扣押一艘外國貨船，涉嫌從俄佔克里米亞運送烏克蘭糧食到其他國家，目前尚不清楚貨船船主和目的港，指出烏克蘭政府將繼續打擊從克里米亞非法出口烏克蘭商品，阻止俄羅斯從克里米亞地區掠奪和出口烏克蘭的資源。
俄羅斯聯邦安全局表示，1名比羅比濟安學生涉嫌收集俄羅斯軍隊在烏克蘭的位置，並交給烏克蘭國會安全局，犯下叛國罪，被判處監禁5年。
烏克蘭總檢察長科斯廷表示，呼籲國際刑事法院起訴俄羅斯對烏克蘭基輔奧赫馬迪特兒童醫院的導彈襲擊，表明俄羅斯正在烏克蘭犯下危害人類罪，基輔願意向法院提供任何證據和調查細節。
烏克蘭主管歐洲大西洋一體化事務的副總理斯特凡尼希娜表示，目前有1萬多名婦女在烏克蘭前線扮演戰鬥角色。前烏克蘭武裝部隊總參謀部總司令扎盧日內表示，正式出任烏克蘭駐英國大使，並將繼續為烏克蘭服務。
聯合國大會以99票贊成、9票反對、60票棄權通過決議，要求俄羅斯立即從烏克蘭南部扎波羅熱核電廠撤出軍隊與未經許可的人員，並將控制權歸還烏克蘭當局，同時要求俄羅斯政府立即停止攻擊烏克蘭重要能源基礎設施，認為攻擊行動會使烏克蘭所有核子設施發生核子事故或事件的風險升高。
北約32個成員國在美國華盛頓的峰會上通過聯合公報，批評中國透過與俄羅斯無上限的夥伴關係，以及對俄羅斯國防工業的大規模支持，已成為烏克蘭戰爭推動者，因而增加俄羅斯對鄰國及歐洲大西洋安全的威脅，認為中國作為聯合國安理會常任理事國，對維護《聯合國憲章》的宗旨和原則負有特殊責任，應停止為俄羅斯進行戰爭提供一切物資和政治上的支持。
挪威首相斯托雷宣佈，挪威將撥款約9,300萬美元來加強烏克蘭的防空，並將與德國合作，今年秋天向烏克蘭提供一套完整的IRIS-T防空系統。澳洲國防部宣布，向烏克蘭提供1.68億美元軍事援助，包括防空導彈、空對地武器、彈藥等，並且宣佈將協助對烏克蘭士兵進行培訓。
波蘭外交部長拉多斯瓦夫·西科爾斯基表示，波蘭按照與烏克蘭的雙邊安全協議，開始籌備第一個烏克蘭志願者軍團，已經有數千名烏克蘭人註冊參加，波蘭將訓練和裝備志願者軍團，日後將被派往烏克蘭，並在完成輪換後返回波蘭。
瑞典歐盟事務大臣羅斯瓦爾表示，瑞典聯同爱沙尼亚、拉脱维亚、立陶宛、波兰和芬兰一同決定，作为抗议匈牙利总理欧尔班出訪俄羅斯並與俄罗斯總統普京就潛在的烏克蘭和平協議舉行會談的一部分，决定联合抵制匈牙利在担任欧盟理事会轮值主席国期间组织的会议，只會派遣公务员级别代表出席部长级会议。

## 7月12日
烏克蘭地方政府表示，截至12日上午9時，俄羅斯在過去24小時內，一共襲擊12個州，包括赫梅利尼茨基、基輔、切爾卡瑟、切爾尼戈夫、尼古拉耶夫、盧甘斯克、扎波羅熱、蘇梅、第聶伯羅彼得羅夫斯克、赫爾松、哈爾科夫和頓涅茨克州，至少造成7名平民死亡，43名平民受傷。烏克蘭空軍表示，午夜至凌晨期間，俄軍從俄羅斯薩拉托夫地區上空發射5枚Kh-101巡航導彈，從普里莫爾斯科-阿赫塔爾斯克地區發射19架無人機，防空部隊從赫梅利尼茨基、蘇梅和切爾卡瑟地區擊落全部導彈 ，從尼古拉耶夫、基輔、文尼察、赫梅利尼茨基、赫爾松和蘇梅地區擊落11架無人機。哈爾科夫州檢察官辦公室表示，6名平民在斯塔里齊亞前線地區試圖撤離時遭地雷炸傷。烏克蘭國家緊急服務局表示，俄羅斯軍隊對頓涅茨克州利曼、波克羅夫斯克和科斯蒂安特尼夫卡進行多次襲擊，至少造成6名平民死亡，19名平民受傷。
烏克蘭武裝部隊總參謀部表示，自全面入侵以來，俄羅斯在烏克蘭損失556,650名士兵，過去一天俄軍有1,030人傷亡，累計損失8,191輛戰車、15,755輛裝甲戰鬥車輛、20,409輛車輛和油箱、15,158門火砲系統、1,119套多管火箭系統、888套防空系統、361架飛機、326架直升機、12,035架無人機、2,397枚巡弋飛彈、28艘船隻和1艘潛艦等。
俄羅斯國防部表示，過去一周內，烏軍在「特別軍事行動」中損失達14,070名軍人。防空系統過去一周擊落4枚美制陸軍戰術導彈系統導彈、3枚英制暴風影巡航導彈、17枚法制鐵錘導彈、1枚美制哈姆反雷達導彈、28枚美制海馬斯和捷克制吸血鬼火箭彈以及308架無人機。
俄羅斯外交部發言人扎哈羅娃表示，基輔政權正準備摧毀基輔水電站及水庫和卡尼夫水電站及水庫的大壩，指責基輔的計劃是對俄羅斯的另一次挑釁行為，目的是將責任歸咎於莫斯科，並要求西方提供額外的軍事援助。烏克蘭外交部則否認扎哈羅娃的指控，形容言論荒謬，烏克蘭不可能有摧毀自己的基礎設施或危害人民的行為或目的。
俄羅斯聯邦安全局表示，在克里米亞逮捕一名烏克蘭公民，涉嫌從事特工活動，根據指示傳遞有關俄軍在克里米亞和塞瓦斯托波爾市的軍事基地信息。俄頓涅茨克地區法院宣判扣押歐安組織駐烏克蘭特別觀察團僱員使用的43輛裝甲車，形容車輛被歐安組織駐烏克蘭特別觀察團的僱員用來危害頓涅茨克和俄羅斯的安全。
英國國防部表示，俄羅斯在烏克蘭的損失在5月和6月達到衝突高點，平均每日傷亡分別達到1,262人和1,163人，很大程度上是由於俄羅斯試圖進入烏克蘭哈爾科夫州的失敗所致。
丹麥首相弗雷德裡克森表示，允許烏克蘭在符合國際法及視乎情況下，使用丹麥提供的F-16戰機對俄羅斯境內軍事目標進行攻擊，並且不同意西方武器供應可能導致升級的想法，稱戰爭的唯一責任在於俄羅斯，烏克蘭有自衛的權利。
波蘭外交部長西科爾斯基表示，波蘭正在考慮烏克蘭的提議在烏克蘭領空，擊落俄羅斯飛向波蘭領土的導彈。

## 7月13日
烏克蘭地方政府表示，截至13日上午9時，俄羅斯在過去24小時內，一共襲擊8個州，包括切爾尼戈夫、盧甘斯克、扎波羅熱、蘇梅、第聶伯羅彼得羅夫斯克、赫爾松、哈爾科夫和頓涅茨克州，至少造成7名平民死亡，29名平民受傷。烏克蘭空軍表示，午夜至凌晨期間，俄軍從普里莫爾斯科-阿赫塔爾斯克地區發射5架無人機，防空部隊從頓內茨克和哈爾科夫地區擊落3架無人機，餘下1架無人機飛往與烏克蘭基輔州接壤的白俄羅斯本硒爾州。赫爾松州州長表示，俄軍炮擊託卡里夫卡和普里奧澤恩，至少造成3名平民死亡，5名平民受傷。
烏克蘭內政部表示，俄軍對哈爾科夫州布迪火車站發動「雙連擊戰術」導彈襲擊，在救援人員到場再對原址進行第2次攻擊，至少造成1名地區緊急服務部門負責人以及1名快速反應部隊警察死亡，3名急救人員、1名警察和約22名平民受傷。俄羅斯國防部表示，俄軍發射2枚伊斯坎德爾-M型導彈襲擊哈爾科夫州布迪火車站的一列火車，摧毀大約20件烏軍裝備，其中包括3輛德制馬爾達步兵戰車和120名烏軍士兵。
烏克蘭武裝部隊總參謀部表示，自全面入侵以來，俄羅斯在烏克蘭損失557,770名士兵，過去一天俄軍有1,120人傷亡，累計損失8,199輛戰車、15,779輛裝甲戰鬥車輛、20,461輛車輛和油箱、15,216門火砲系統、1,119套多管火箭系統、889套防空系統、361架飛機、326架直升機、12,069架無人機、2,397枚巡弋飛彈、28艘船隻和1艘潛艦等。烏克蘭國防部情報總局局長布達諾夫表示，拒絕談論俄軍在蘇梅州或切爾尼戈夫州的攻勢，以免引起恐慌，但認為有關跡象已經出現。
俄羅斯國防部表示，過去一晝夜擊落烏軍2枚美制陸軍戰術導彈系統導彈、1枚改裝為用於攻擊地面目標的S-200防空導彈、6枚海馬斯火箭炮彈和17架無人機。
俄羅斯國防部表示，俄軍航空兵、無人機、導彈部隊和炮兵摧毀136個有生力量和烏軍軍事裝備聚集區，包括一座炸藥廠。自「特別軍事行動」開始以來，俄羅斯武裝部隊已經摧毀烏克蘭627架飛機、277架直升機、27,553架無人機、547架防空導彈發射系統、16,567輛坦克和其他裝甲作戰車輛、1,376輛多管火箭發射系統、11,834門火炮和迫擊炮、23,637輛特種軍車。
烏克蘭總統澤倫斯基在結束訪問美國華盛頓後，途經愛爾蘭香農機場，並與愛爾蘭總理哈里斯短暫會晤，兩人討論關於排雷、能源、人道主義援助和糧食安全等議題。
白俄羅斯總統盧卡申科表示，在一系列安全事件後，與烏克蘭接壤地區局勢已經穩定，已下令從烏克蘭邊境撤軍。

## 7月14日
烏克蘭地方政府表示，截至14日上午9時，俄羅斯在過去24小時內，一共襲擊10個州，包括敖德薩、尼古拉耶夫、切爾尼戈夫、盧甘斯克、扎波羅熱、蘇梅、第聶伯羅彼得羅夫斯克、赫爾松、哈爾科夫和頓涅茨克州，至少造成13名平民死亡，54名平民受傷。頓涅茨克州州長表示，俄軍使用導彈襲擊萊曼和米爾諾拉德，至少造成3名平民死亡，9名平民受傷。
烏克蘭武裝部隊總參謀部表示，自全面入侵以來，俄羅斯在烏克蘭損失559,090名士兵，過去一天俄軍有1,320人傷亡，累計損失8,206輛戰車、15,811輛裝甲戰鬥車輛、20,538輛車輛和油箱、15,262門火砲系統、1,119套多管火箭系統、890套防空系統、361架飛機、326架直升機、12,108架無人機、2,397枚巡弋飛彈、28艘船隻和1艘潛艦等。烏克蘭武裝部隊總參謀部表示，頓涅茨克州前線城市託列茨克附近的局勢緊張，而最激烈的戰鬥集中在波克羅夫斯克附近。
俄羅斯國防部表示，俄軍東部集團軍部隊已經佔領頓涅茨克地區烏羅扎伊諾耶村。
俄羅斯外交部發言人扎哈羅娃指控烏克蘭國防部情報總局局長布達諾夫在訪問中公開承認，烏克蘭特工部門曾試圖刺殺普京，但沒有成功，指控暗殺企圖使用美國資金準備。
北約秘書長斯托爾滕貝格表示，根據國際法，由於俄羅斯對烏克蘭發動戰爭，烏克蘭有自衛權，包括對俄羅斯本土的打擊，鑑於俄羅斯的攻擊增加劇，現時有更多盟國正在放鬆限制。另外，斯托爾滕貝格表示，反對波蘭在烏克蘭領空擊落俄羅斯導彈，認為北約將繼續支援烏克蘭，但北約的基本政策沒有改變，北約不會捲入這場戰爭。
紅十字國際委員會莫斯科代表處主任米歇爾表示，自2022年2月以來，紅十字國際委員會員工已經探望俄羅斯和烏克蘭的3000多名戰俘。
英國傳媒《每日電訊報》援引烏克蘭前線部隊消息報道，俄軍經常無法疏散受傷的士兵，並將有關士兵送回前線，同時利用烏克蘭戰俘作為人波襲擊的盾牌，人波攻擊通常是由沒有裝甲車或其他防禦盾牌的步兵部隊發起的正面攻擊，曾在奪取頓涅茨克州阿夫迪夫卡的戰鬥中使用。

## 7月15日
烏克蘭地方政府表示，截至15日上午9時，俄羅斯在過去24小時內，一共襲擊11個州，包括基洛夫格勒、敖德薩、尼古拉耶夫、切爾尼戈夫、盧甘斯克、扎波羅熱、蘇梅、聶伯彼得羅夫斯克、赫爾松、哈爾科夫和頓涅茨克州，至少造成1名平民死亡，24名平民受傷。頓涅茨克州州長表示，俄軍使用2枚250公斤制導式空中炸彈襲擊萊曼鎮，至少造成5名平民受傷。
烏克蘭武裝部隊總參謀部表示，自全面入侵以來，俄羅斯在烏克蘭損失560,290名士兵，過去一天俄軍有1,200人傷亡，累計損失8,214輛戰車、15,826輛裝甲戰鬥車輛、20,623輛車輛和油箱、15,324門火砲系統、1,119套多管火箭系統、892套防空系統、361架飛機、326架直升機、12,148架無人機、2,398枚巡弋飛彈、28艘船隻和1艘潛艦等。烏克蘭海軍發言人表示，俄羅斯黑海艦隊最後一艘駐守在俄佔克里米亞的巡邏船已經離開當地。
俄羅斯國防部表示，防空系統在過去一晝夜擊落烏軍36架無人機及5枚海馬斯多管火箭炮炮彈。俄羅斯布良斯克州州長表示，防空部隊在該州上空摧毀烏克蘭9架無人機，沒有傷亡和破壞。俄羅斯利佩茨克州州長表示，一架無人機墜入該州斯塔諾夫良卡區一座配電站區域，沒有造成人員受傷，配電站運行未遭破壞。
俄羅斯國防部表示，烏克蘭軍隊在過去一晝夜內，在前線各地區內損失1,900名軍人，在過去24小時，防空系統擊落烏軍一架米格-29戰機，俄軍航空兵、無人機、導彈部隊和炮兵摧毀109個有生力量和烏軍裝備聚集區，自俄軍開展「特別軍事行動」以來，已摧毀烏軍628架戰機、277架直升機、27,622架無人機、551套防空導彈系統、16,586輛坦克及其它裝甲戰車、1,378門多管火箭系統戰車、11,916門野戰火炮和迫擊炮以及23,710輛特種軍用車輛。
烏克蘭總統澤連斯基表示，烏克蘭軍方正按計劃進行動員，但目前缺乏新兵的訓練設施。另外，澤連斯基表示，烏克蘭國防部軍事情報總局局長布達諾夫在13日接受訪問時表示，拒絕談論俄軍在蘇梅州或切爾尼戈夫州的攻勢，以免引起恐慌，但認為有關跡象已經出現，有關言論遭到誤解，現在困難的地方集中於東部，並已經努力阻止在北部發動的新一輪襲擊，澤連斯基認為烏軍現時在北部的防線，已經令在北部再次發動強大進攻變得不可能。現時烏克蘭每月生產大量2S22 Bohdana自走炮，預計未來幾個月內會不斷增加。
烏克蘭武裝部隊總司令錫爾斯基表示，基於最近遭受損失下令對烏軍第59獨立機械化旅進行調查，前一天之前曾參與亞速鋼鐵廠保衛戰的卡捷琳娜·波利什丘克呼籲總統澤倫斯基和總司令錫爾斯基，調查第59獨立機械化旅指揮官博丹·謝夫丘克的不當行為，指責謝夫丘克下達「犯罪命令」、疏忽職守，以及採取導致大量軍人死亡的行動，並為了晉升而移除持不同意見的指揮官。第59獨立機械化旅目前部署在頓涅茨克州克拉斯諾霍羅夫卡前線，該地區正受到俄軍猛烈攻擊。
烏克蘭國家調查局表示，14日有4名烏克蘭士兵從訓練營逃離，並試圖步行進入摩爾多瓦，其中一名逃兵襲擊邊防警衛，遭到另一名邊防警衛開槍打死，當局已經就是否過度使用武力展開調查。
歐盟委員會宣布，在匈牙利總理歐爾班展開所謂和平之旅，並訪問俄羅斯會晤普京引發爭議後，歐盟委員會決定不派遣歐盟高級官員出席由匈牙利主持的理事會會議，而只在理事會非正式會議上派出高級官員代表出席。歐盟委員會主席馮德萊恩發言人表示，傳統上委員會成員前往輪值主席國的訪問將不會舉行。匈牙利總理歐爾班向歐洲領袖發信，當中介紹歐爾班在結束訪問烏克蘭、俄羅斯和中國後，有關如何實現俄羅斯和烏克蘭之間和平的建議，但沒有交代細節。
西班牙國防部表示，西班牙將向烏克蘭提供10輛翻新後豹2A4坦克，累計承諾20輛。
烏克蘭傳媒「鏡報」公布一項民意調查顯示，近44%受訪烏克蘭人認為是時候與俄羅斯進行正式和平談判。83%受訪者反對俄羅斯總統普京的和平方案，即刻烏克蘭完全從頓涅茨克、盧甘斯克、扎波羅熱和赫爾松州撤出。76% 受訪者認為普京只允許按照自己的條件達成和平協議。66%受訪者仍然相信能夠軍事力量戰勝俄羅斯。51% 受訪者，回到1991年的邊界，即包括頓涅茨克、盧甘斯克、扎波羅熱、赫爾松和克里米亞地區，是達成和平協議的最低條件。
美國共和黨總統候選人、前總統特朗普宣布，俄亥俄州聯邦參議員萬斯為副總統搭檔人選，萬斯極力反對美國對烏克蘭的各項援助計畫，並曾撰文反對拜登政府600億美元的援烏計畫，並指出俄烏戰爭導致美國對台灣軍售延遲交貨，台灣同樣需要愛國者飛彈。

## 7月16日

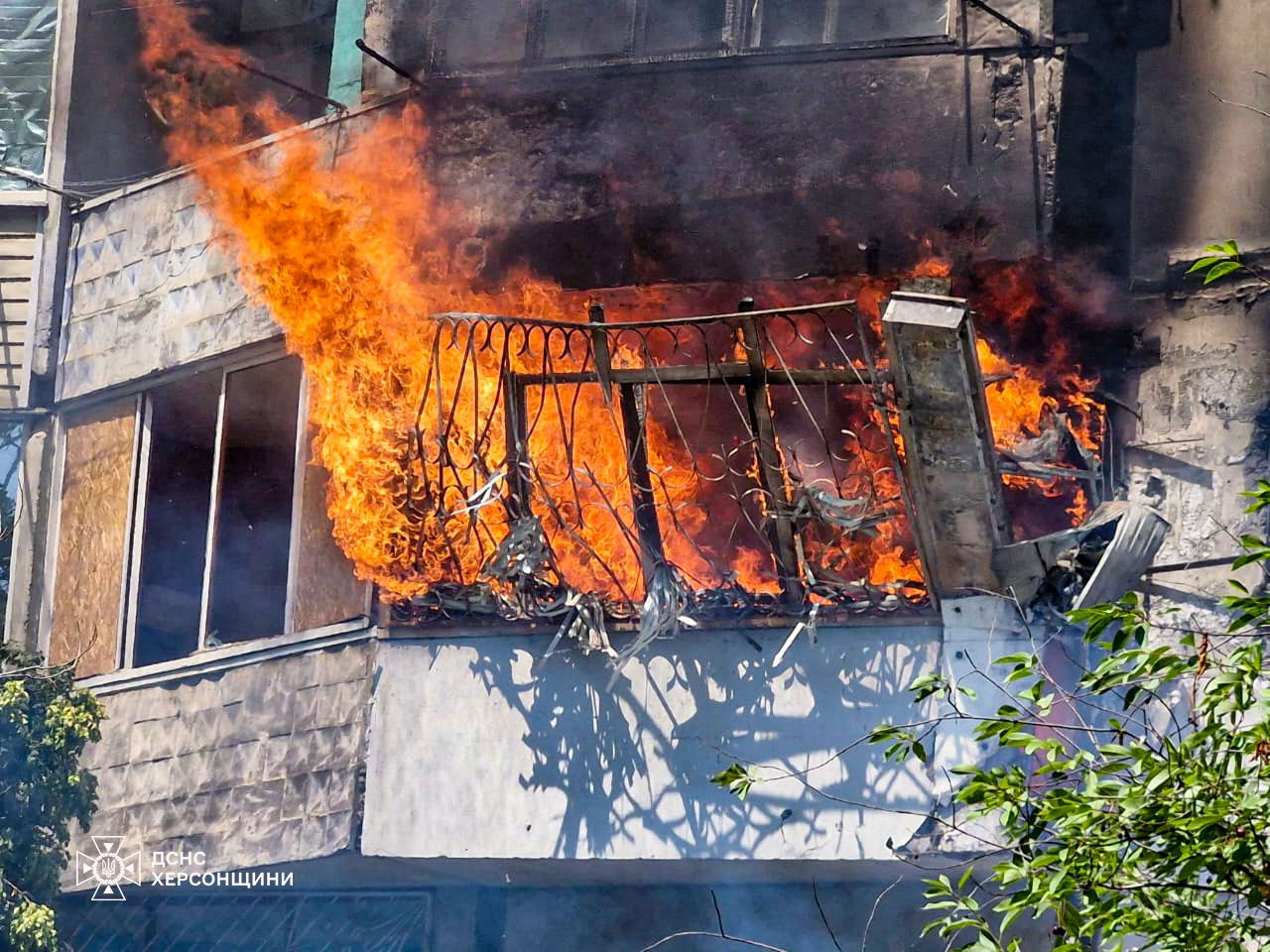
俄軍炮擊赫爾松市一個住宅區後

烏克蘭地方政府表示，截至16日上午9時，俄羅斯在過去24小時內，一共襲擊9個州，包括尼古拉耶夫、切爾尼戈夫、盧甘斯克、扎波羅熱、蘇梅、聶伯彼得羅夫斯克、赫爾松、哈爾科夫和頓涅茨克州，至少造成16名平民受傷。烏克蘭赫爾松地區國家緊急服務局表示，俄軍炮擊赫爾松市一個住宅區，至少造成3名平民受傷。
烏克蘭武裝部隊總參謀部表示，自全面入侵以來，俄羅斯在烏克蘭損失561,400名士兵，過去一天俄軍有1,100人傷亡，累計損失8,227輛戰車、15,862輛裝甲戰鬥車輛、20,680輛車輛和油箱、15,368門火砲系統、1,119套多管火箭系統、892套防空系統、361架飛機、326架直升機、12,193架無人機、2,398枚巡弋飛彈、28艘船隻和1艘潛艦等。烏克蘭武裝部隊總司令錫爾斯基發佈片段顯示，烏克蘭軍方成功襲擊俄佔頓涅茨克地區一套S-300防空系統。烏克蘭國防部情報總局表示，聯同志願駭客社群成功入侵近100個支援克里姆林宮戰爭的俄羅斯網站，中斷它們的連線，銷燬為參與烏克蘭戰爭的俄羅斯公共部門客戶提供服務的公司內部資訊，並用一張血豬頭的照片取代主頁。
俄羅斯國防部表示，防空系統在過去一晝夜擊落烏軍6枚美製MGM-140陸軍戰術導彈、2枚法製鐵錘制導炸彈、7枚美製海馬斯火箭彈以及28架無人機。 庫爾斯克州州長表示，烏克蘭向科雷內沃一家低壓裝置工廠投擲爆炸裝置，引發大火。
俄羅斯國防部表示，烏克蘭軍隊在過去一晝夜內，在前線各地區內損失1,920名軍人，防空系統在過去一晝夜擊落烏軍1架攜帶機槍的雅克-52飛機，俄軍航空兵、無人機、導彈部隊和炮兵摧毀124個有生力量和烏軍裝備聚集區，自俄軍開展「特別軍事行動」以來，摧毀烏克蘭628架軍用飛機、277架直升機、27,650架無人機、552套防空導彈系統、16,594輛坦克和其他裝甲戰車、1,378輛多管火箭炮戰車、11,982門野戰炮和迫擊炮、23,739輛特種戰車。
非政府組織「白俄羅斯哈瓊監測小組」表示，2架俄羅斯無人機在進入烏克蘭領空後，飛往白俄羅斯，白俄羅斯派遣Su-30戰機和Mi-24直升機攔截無人機，尚未報告無人機位置。
烏克蘭總統澤連斯基表示，由於受限於法律問題，政府無法剝奪協助俄羅斯對烏克蘭發動戰爭的人所擁有的國家獎項和榮譽頭銜，因此向國會提交法律草案更改有關內容。
烏克蘭總理什梅加爾到訪捷克布拉格，與捷克總理菲亞拉會面，兩人討論彈藥供應、加入歐盟和北約、聯合專案和武器生產等。什梅加爾表示，兩人簽署兩項協議，分別在烏克蘭建造子彈和步槍工廠。
烏克蘭國防部表示，大批不同口徑的炮彈在2014年俄烏戰爭開始前被認定過期，並作為剩餘物品轉移給製造商，但在品質測試後，隨著需求不斷增長，已移交給前線烏軍。
逃往俄羅斯且遭烏克蘭通緝的烏克蘭親俄政治家維克托·梅德韋丘克向美國共和黨總統候選人、前總統特朗普發信，指出早前特朗普遇刺案中，充斥着烏克蘭的痕跡，形容特朗普已經是烏克蘭總統澤連斯基的敵人，梅德韋丘克敦促特朗普停止美國對烏克蘭的支援，包括武器交付，並對烏克蘭當局的「最可憎和最腐敗的代表」實施制裁。

## 7月17日
烏克蘭地方政府表示，截至17日上午9時，俄羅斯在過去24小時內，一共襲擊10個州，包括敖德薩、尼古拉耶夫、切爾尼戈夫、盧甘斯克、扎波羅熱、蘇梅、聶伯彼得羅夫斯克、赫爾松、哈爾科夫和頓涅茨克州，至少造成1名平民死亡，14名平民受傷。
烏克蘭武裝部隊總參謀部表示，自全面入侵以來，俄羅斯在烏克蘭損失562,510名士兵，過去一天俄軍有1,100人傷亡，累計損失8,238輛戰車、15,871輛裝甲戰鬥車輛、20,741輛車輛和油箱、15,411門火砲系統、1,120套多管火箭系統、893套防空系統、361架飛機、326架直升機、12,224架無人機、2,398枚巡弋飛彈、28艘船隻和1艘潛艦等。烏克蘭軍隊南部司令部表示，烏軍繼續在第聶伯河左岸執行作戰任務，特別是在克林基地區，但由於俄軍激烈、聯合和長期的火力攻擊，烏軍在克林基的大多數主要陣地被完全摧毀。
俄羅斯國防部表示，在過去24小時，防空系統摧毀烏軍1枚英製鐵錘航空制導炸彈、2枚美製海馬斯多管火箭炮炮彈及59架無人機。
俄羅斯國防部表示，烏克蘭軍隊在過去一晝夜內，在前線各地區內損失1,980名軍人，俄軍航空兵、無人機、導彈部隊和炮兵摧毀136個有生力量和烏軍裝備聚集區，自俄軍開展「特別軍事行動」以來，摧毀烏克蘭628架軍用飛機、277架直升機、27,709架無人機、552套防空導彈系統、16,602輛坦克和其他裝甲戰車、1,379輛多管火箭炮戰車、12,013門野戰炮和迫擊炮、23,772輛特種戰車。
烏克蘭總統澤連斯基表示，在阿聯酋的斡旋下，95名被俘的烏克蘭軍人已經從俄羅斯回國，其中包括49名武裝部隊軍人，1人自願透過直升機部署到馬裡烏波爾亞速鋼鐵廠、21名國民警衛隊成員、10名水手、7名領土防禦隊員和5名邊防警衛隊員。俄羅斯國防部則表示，95名俄羅斯軍人已回國。另外，澤連斯基在馬來西亞航空17號班機空難之際在社交網站表示，自俄羅斯在烏克蘭領空中擊落馬航17客機以來，已經過去10年，全世界都看到誰對烏克蘭發動戰爭，俄羅斯的邪惡對全球構成威脅，俄羅斯對此的責任是不可避免的，每個犯下戰爭罪行的人都一定會受到法律制裁。
俄羅斯聯邦安全會議副主席、前總統梅德韋傑夫表示，俄羅斯發起的特別軍事行動是根據《聯合國憲章》進行的，任何國家有權在安全、獨立和主權受到威脅時，使用武力進行自衛，並提前採取行動。
烏克蘭國防部長烏梅羅夫表示，即使美國前總統特朗普贏得總統大選，並中止美國對其防禦的重要支援，烏克蘭也將找到打擊俄羅斯軍隊的方法，但沒有回應如果美國撤回支援，烏克蘭是否會繼續戰鬥或同意將領土割讓給俄羅斯的停火協議。
烏克蘭國防部表示，新版徵兵法規定從5月18日至7月16日適齡男性需要完成更新其軍事登記資料，截止7月17日共有4,690,496名適齡男性完成有關工作。
烏克蘭內政部失蹤人口部門負責人表示，自2023年5月推出失蹤人口登記冊以來，已經收集5萬1千名在特殊情況下失蹤人員的資訊，並列出其中4萬2千人的完整名單，確認7千人的下落，包括3千名前戰俘，另有4千人被殺，主要是士兵。
俄羅斯內務部數據庫信息顯示，已根據《俄羅斯刑法典》將烏克蘭陸軍第一副參謀長伊戈爾·費奧多羅夫少將列入通緝名單。俄羅斯莫斯科一家法院宣判，一名烏克蘭和俄羅斯雙重國籍公民涉嫌試圖縱火焚燒招募辦公室，被判處監禁26年。
德國斯圖加特一家法院判定，一對德國和俄羅斯公民夫婦涉嫌向俄羅斯供應無人機零件罪名成立，在2020年至2023年期間，兩人違反歐盟的貨物出口禁令，向俄羅斯運送約12萬架Orlan-10偵察無人機的備件和其他部件，兩人分別判處監禁6年零9個月和緩刑1年零9個月。

## 7月18日
烏克蘭地方政府表示，截至18日上午9時，俄羅斯在過去24小時內，一共襲擊11個州，包括基輔、波爾塔瓦、尼古拉耶夫、切爾尼戈夫、盧甘斯克、扎波羅熱、蘇梅、聶伯彼得羅夫斯克、赫爾松、哈爾科夫和頓涅茨克州，至少造成1名平民死亡，35名平民受傷。烏克蘭空軍表示，俄羅斯午夜至凌晨期間對烏克蘭發動襲擊，俄軍從俄羅斯庫爾斯克州發射16架無人機、從俄羅斯南部發射2枚Kh-59/69巡航導彈和1枚Kh-35巡航導彈，防空系統在第聶伯羅彼得羅夫斯克州、波爾塔瓦州、扎波羅熱州、基輔州和哈爾科夫州擊落全部無人機和2枚Kh-59/69巡航導彈。
烏克蘭武裝部隊總參謀部表示，自全面入侵以來，俄羅斯在烏克蘭損失563,640名士兵，過去一天俄軍有1,130人傷亡，累計損失8,245輛戰車、15,883輛裝甲戰鬥車輛、20,833輛車輛和油箱、15,465門火砲系統、1,120套多管火箭系統、893套防空系統、361架飛機、326架直升機、12,274架無人機、2,398枚巡弋飛彈、28艘船隻和1艘潛艦等。烏克蘭軍方霍爾蒂恰作戰戰略小組發言人表示，烏克蘭部隊已從頓涅茨克州烏羅扎伊涅撤出。烏克蘭武裝部隊副總司令蘇哈列夫斯基表示，烏克蘭正在增加陸軍的無人機供應，目標在2024年生產至少100萬架無人機，2024年上半年烏克蘭士兵收到的無人機是去年的六倍。
俄羅斯國防部表示，在過去24小時，防空系統摧毀烏軍3枚法製鐵錘航空制導炸彈、6枚美製海馬斯多管火箭炮炮彈及74架無人機。
俄佔塞瓦斯托波爾市官員表示，部隊成功摧毀一艘無人艇，挫敗烏克蘭攻擊的企圖。烏克蘭傳媒「基輔獨立報」引述烏克蘭國防部軍事情報總局消息人士報道，烏克蘭國家安全局和烏克蘭武裝部隊採取聯合行動，午夜至凌晨期間，使用無人艇襲擊俄佔克里米亞多瑙茲拉夫灣海岸防禦基地。
俄羅斯國防部表示，防空系統摧毀烏軍一架米格-19戰機，烏克蘭軍隊在過去一晝夜內，在前線各地區內損失1,755名軍人，俄軍航空兵、無人機、導彈部隊和炮兵摧毀127個有生力量和烏軍裝備聚集區，自俄軍開展「特別軍事行動」以來，摧毀烏克蘭629架軍用飛機、277架直升機、27,783架無人機、552套防空導彈系統、16,608輛坦克和其他裝甲戰車、1,379輛多管火箭炮戰車、12,037門野戰炮和迫擊炮、23,800輛特種戰車。
烏克蘭總統澤連斯基到訪英國牛津，出席第4屆歐洲政治共同體峰會，在抵達後先會見新任烏克蘭駐英國大使、前烏克蘭武裝部隊總司令扎盧日內，並將在峰會上會見多國領袖，峰會後會見英王查爾斯三世和首相施紀賢。澤連斯基在第4屆歐洲政治共同體峰會上表示，團結是歐洲的主要優勢，但俄羅斯總統普京可能會接近個別領袖，以誘惑、施加壓力或敲詐他們，以便他們背叛歐洲。另外指出西方決定允許烏克蘭打擊邊境附近的俄羅斯境內的軍事目標，並沒有導致戰爭升級，反而阻止戰爭擴大。澤連斯基分別與捷克總理費亞拉和斯洛文尼亞總理哥洛布簽署為期10年的雙邊安全協議，兩國將為烏克蘭提供長期軍事和非軍事援助。
烏克蘭總統澤連斯基接受英國廣播公司採訪時表示，如果美國前總統特朗普成功再次當選總統，與他的合作將非常艱辛，但認為烏克蘭人都是努力工作的人，同時認為或許特朗普真的不在乎俄羅斯與烏克蘭之間的衝突，但烏克蘭必須與美國合作。另外距離各國首次承諾向烏克蘭提供F-16戰機以來，已經過去一年半，烏克蘭尚未收到第一批承諾的戰機。俄羅斯在哈爾科夫州的進攻，約導致2萬名俄羅斯士兵喪生。澤連斯基被記者問及如果戰爭持續十年，他是否還會繼續出任總統，以及介時烏克蘭是否仍然可以被視為一個民主國家。澤連斯基回應時表示，沒有人會同意再持續十年或多年的戰爭，形容這樣的情況不可能，又指出在戒嚴期間舉行選舉需要修改憲法，但在戒嚴期間，法律規定不能修改憲法，另外難以確保自由和公正的選舉，一些烏克蘭人被佔領土，一些烏克蘭人正在前線服役，還有數百萬烏克蘭人在國外，未能確保他們可以參與選舉，許多因素使在戰爭期間舉行公平選舉具有挑戰性，但無論如何如果戰爭持續下去，就有必要尋找新方法。
俄佔赫爾松地區官員薩爾多表示，烏軍多次企圖強渡第聶伯河，加強左岸克林基地區的武裝力量，但過程中損失達5千人，數百甚至數千人沉屍第聶伯河河底。
烏克蘭外交部表示，烏克蘭向同樣身處戰火下的巴勒斯坦地區提供人道主義援助，包括1千噸小麥粉。
烏克蘭常駐歐安組織代理代表表示，俄羅斯的戰鬥轟炸機必須在向烏克蘭發射炸彈和導彈之前摧毀，殺人工具不可能有安全的地方，國際法要求的是採取一切必要措施，為平民建立一個安全的避風港，敦促各國向烏克蘭提供防空、炮彈和遠端武器，透過打擊俄羅斯深處的合法軍事目標，保護平民。
丹麥首相弗雷德裡克森在第4屆歐洲政治共同體峰會上表示，烏克蘭的合作伙伴必須繼續提供支援並擴大自己的軍事能力，同情不是武器，不能保護烏克蘭，必須停止以和平時期的心態來面前保護烏克蘭的任務，理解烏克蘭迫切需要防空彈藥和更多重型武器來將俄羅斯趕出烏克蘭領土，丹麥將非常努力地直接支援烏克蘭內部的軍事裝備生產，表明烏克蘭自身最瞭解戰場上需要什麼。
德國總理索爾茨在第4屆歐洲政治共同體峰會上表示，烏克蘭方面要求北約盟國協助攔截飛越烏克蘭的俄羅斯武器是不可能的要求，相信其他盟友亦了解當中原因，因此各國支持烏克蘭摧毁俄羅斯戰機，但北約不會直接參與。
瑞士聯邦委員會主席阿默德在第4屆歐洲政治共同體峰會上表示，迄今為止已經有87個國家或組織簽署第1屆烏克蘭全球和平峰會的聯合公報。
英國首相施紀賢表示，隨著對美國長期承諾的擔憂繼續加劇，歐洲需確保工業戰略能夠支援烏克蘭打擊俄羅斯侵略。英國政府宣布，對11艘油輪實施制裁，有關油輪涉嫌協助俄羅斯向第三國運送石油，規避西方制裁。

## 7月19日
烏克蘭地方政府表示，截至19日上午9時，俄羅斯在過去24小時內，一共襲擊9個州，包括尼古拉耶夫、切爾尼戈夫、盧甘斯克、扎波羅熱、蘇梅、聶伯彼得羅夫斯克、赫爾松、哈爾科夫和頓涅茨克州，至少造成7名平民死亡，25名平民受傷。烏克蘭哈爾科夫州州長表示，俄羅斯清晨襲擊哈爾科夫州楚烏伊夫一棟住宅樓，至少造成9名平民受傷。烏克蘭赫爾松地區軍事管理部門表示，一架俄羅斯無人機向一輛救護車投擲炸藥，至少造成2名醫護人員受傷。烏克蘭尼古拉耶夫市市長表示，俄軍使用導彈襲擊該市，至少造成4名平民死亡，包括1名兒童，14名平民受傷。
烏克蘭武裝部隊總參謀部表示，自全面入侵以來，俄羅斯在烏克蘭損失564,620名士兵，過去一天俄軍有980人傷亡，累計損失8,250輛戰車、15,902輛裝甲戰鬥車輛、20,909輛車輛和油箱、15,520門火砲系統、1,120套多管火箭系統、894套防空系統、361架飛機、326架直升機、12,316架無人機、2,401枚巡弋飛彈、28艘船隻和1艘潛艦等。烏克蘭軍方霍爾蒂恰作戰戰略小組發言人表示，烏克蘭軍隊在頓涅茨克州前線波克羅夫斯克區擊落1架俄羅斯Su-25攻擊機。烏克蘭國防部情報總局表示，俄羅斯軍隊幾乎在整個前線繼續推進，但新一輪強大進攻不太可能。
俄羅斯國防部表示，防空系統午夜至凌晨內，在庫爾斯克上空摧毀11架無人機，在別爾哥羅德州上空摧毀3架，在克里米亞和黑海上空摧毀5架。
俄羅斯國防部表示，過去一周內，烏軍在「特別軍事行動」中損失達13,075名軍人，過去一周內，武裝力量使用高精度武器和無人機對烏軍裝備、保障工業運行能源設施進行11次集群打擊，所有目標均被擊中。防空部隊在過去一周擊落烏克蘭3架米格-29戰機、8枚陸軍戰術導彈、44枚海馬斯多管火箭彈、305架無人機，黑海艦隊在黑海海域摧毀10艘無人艇。自特別軍事行動開展以來，俄軍共摧毀烏軍630架軍機、277架直升機、27,841架無人機、552套防空導彈系統、16,611輛坦克及其他裝甲戰車、1,379輛多管火箭炮戰車、12,059門火炮和迫擊炮、23,829輛特種軍車。
烏克蘭專業攝影師協會表示，2名烏克蘭攝影記者在頓涅茨克州前線附近的戰壕記錄戰爭時遭到俄羅斯炮火襲擊受傷。
烏克蘭總統澤連斯基與美國共和黨總統候選人、前總統特朗普舉行電話會議，是自「通烏門醜聞」以來兩人首次接觸。澤連斯基會後在社交平台表示，祝賀特朗普成為共和黨候選人，並譴責上周針對特朗普的暗殺企圖，指出注意到美國兩黨和兩院對保護烏克蘭國家自由和獨立給予至關重要的支持，烏克蘭將永遠感謝美國幫助加強抵抗俄羅斯恐怖主義的能力，兩人均同意面對面會晤，討論如何實現公平且真正持久的和平。特朗普會後亦在社交平台表示，感謝澤連斯基接觸他，揚言若當選美國總統，將為世界帶來和平並尋求結束戰事，俄烏雙方可以談判協議，為繁榮鋪路。
烏克蘭國防部表示，政府將增加約120億美元的國防開支，為烏克蘭所有執法機構提供資金，其中將向國防部撥款約90億美元，65億美元將用於支付士兵工資和士兵傷亡一次性財政援助，11億美元用於購買武器、軍事裝備和彈藥，約1.13億美元將用於後勤。烏克蘭武裝部隊和國家安全局將獲撥款約9.65億美元用於建造防禦工事，而2.15億美元將用於滿足國家特別運輸局的需求。
烏克蘭總檢察官辦公室表示，發現一個涉及挪用約330萬美元軍隊預算的大規模腐敗案，有30名官員涉案，其中15人是有組織犯罪團夥的成員，涉嫌挪用撥給軍隊用軍事基礎設施等資金，部分官員更涉嫌濫用職權和疏忽軍事職責。
烏克蘭武裝部隊總參謀部人事主管表示，與2022年底相比2024年春季烏克蘭軍隊的義務兵人數增加3.5倍，有關人士亦無需與軍隊簽訂任何合約。另外，烏克蘭國會通過的新版徵兵法案中，將因健康問題豁免入伍的類別分為合格和不合格，在法案生效前被列為部份不符的人，需重新進行檢查，當中不到10%人士被評估為不適合服兵役，其餘人士約50%符合服役，另外50%安排在後勤單位以及招募辦公室服役。
烏克蘭能源部長表示，約5千名烏克蘭國家核能發電公司員工從俄佔扎波羅熱核電站獲救，自2024年2月以來，俄軍禁止該批留在俄佔地區的員工進入核電站。
波蘭副國防部長表示，波蘭不會參與烏克蘭波蘭志願軍團的招募，將交由烏克蘭駐波蘭各領事館進行，波蘭將向有關部隊提供訓練，在完成服役後亦可返回波蘭。

## 7月20日
烏克蘭空軍表示，俄羅斯午夜至凌晨期間對烏克蘭發動襲擊，俄軍從俄羅斯庫爾斯克州發射16架無人機和1枚伊斯坎德爾-K導彈、從俄羅斯沃羅涅日地區發射3枚伊斯坎德爾-M導彈，並發射1架型號未知的無人機，防空系統在哈爾科夫州、波爾塔瓦州、蘇梅州、切爾尼戈夫州和基輔州擊落12架無人機和1架型號未知的無人機。烏克蘭蘇梅州軍事管理局表示，俄軍午夜至凌晨期間，使用無人機襲擊科諾託特區一個能源設施，沒有傷亡報告。波爾塔瓦州州長表示，俄軍午夜至凌晨期間，使用無人機襲擊米爾果羅德基礎設施，導致幾千戶居民停水停電，沒有傷亡報告。
烏克蘭武裝部隊總參謀部表示，自全面入侵以來，俄羅斯在烏克蘭損失565,610名士兵，過去一天俄軍有990人傷亡，累計損失8,257輛戰車、15,917輛裝甲戰鬥車輛、20,968輛車輛和油箱、15,542門火砲系統、1,121套多管火箭系統、895套防空系統、361架飛機、326架直升機、12,350架無人機、2,401枚巡弋飛彈、28艘船隻和1艘潛艦等。
俄羅斯國防部表示，防空系統在過去一晝夜擊落烏軍2枚美製MGM-140陸軍戰術導彈以及74架無人機。俄羅斯羅斯托夫州州長表示，防空部隊在午夜至凌晨期間，擊落26架無人機。克里米亞傳媒報道，羅斯托夫州米勒洛沃空軍基地在遇襲後發生火災。
俄羅斯國防部表示，俄軍航空兵、無人機、導彈部隊和炮兵摧毀113個有生力量和烏軍裝備聚集區，包括2套美製造愛國者防空系統發射器和雷達，自俄軍開展「特別軍事行動」以來，摧毀烏克蘭630架軍用飛機、277架直升機、27,915架無人機、554套防空導彈系統、16,620輛坦克和其他裝甲戰車、1,379輛多管火箭炮戰車、12,120門野戰炮和迫擊炮、23,870輛特種戰車。
烏克蘭總統澤連斯基表示，前任烏克蘭國會議員伊琳娜·法里昂於19日在利沃夫遭暗殺死亡的事件，不能排除俄羅斯參與的可能性。法里昂曾為利沃夫理工大學烏克蘭語教授以及極端民族主義政黨全烏克蘭聯盟「自由」的國會議員，主張反對使用俄語。

## 7月21日
烏克蘭空軍表示，俄羅斯午夜至凌晨期間對烏克蘭發動襲擊，俄軍從俄羅斯庫爾斯克州，濱海阿赫塔爾斯克和俄佔克里米亞發射39架無人機，從庫爾斯克地區發射2枚Kh-59/69導彈，從庫爾斯克地區和克里米亞發射3枚伊斯坎德爾-M彈道導彈，防空系統在蘇梅、波爾塔瓦、基輔、切爾尼戈夫、赫爾松、第聶伯羅彼得羅夫斯克、頓內茨克、尼古拉耶夫、敖德薩和切爾卡瑟地區擊落35架無人機，並使用電子干擾技術令Kh-59/69導彈偏離目標。烏克蘭蘇梅州軍事管理局表示，凌晨至上午期間，俄軍對該州發動「雙連擊戰術」襲擊，在救援人員趕到現場後，對同一地點發動第2次襲擊，沒有傷亡報告。
烏克蘭武裝部隊總參謀部表示，自全面入侵以來，俄羅斯在烏克蘭損失566,710名士兵，過去一天俄軍有1,100人傷亡，累計損失8,266輛戰車、15,963輛裝甲戰鬥車輛、21,036輛車輛和油箱、15,586門火砲系統、1,121套多管火箭系統、896套防空系統、362架飛機、326架直升機、12,402架無人機、2,401枚巡弋飛彈、28艘船隻和1艘潛艦等。
俄羅斯國防部表示，防空系統在過去一晝夜擊落烏軍2枚美製海馬斯多管火箭炮彈、2枚法製鐵錘制導炸彈以及40架無人機。
俄羅斯國防部表示，西部集團軍已經佔領盧甘斯克地區羅佐夫卡村和哈爾科夫地區下佩斯恰諾耶村。另外，俄軍使用伊斯坎德爾-M彈道導彈攻擊烏克蘭控制的頓涅茨克地區巴文科伏地區的2列烏克蘭軍用列車 防空系統擊落烏軍1架Mi-8直升機，俄軍航空兵、無人機、導彈部隊和炮兵摧毀133個有生力量和烏軍裝備聚集區，自俄軍開展「特別軍事行動」以來，摧毀烏克蘭630架軍用飛機、278架直升機、27,955架無人機、554套防空導彈系統、16,624輛坦克和其他裝甲戰車、1,381輛多管火箭炮戰車、12,184門野戰炮和迫擊炮、23,910輛特種戰車。
烏克蘭總統澤連斯基表示，武裝部隊總司令瑟爾斯基在訪問前線後，匯報軍隊供應短缺情況，指出前線烏軍缺乏關鍵，特別是彈藥和無人機。
烏克蘭國家抵抗中心表示，由於羅斯托夫核電站因故障緊急停電，發生重大電力系統中斷和大規模停電，俄羅斯多個地區和俄佔克里米亞的部分地區電力中斷，俄佔頓涅茨克地區的供水亦中斷。
烏克蘭國會人權監察員魯比涅茨表示，回應紅十字國際委員會駐莫斯科代表團負責人鮑里斯·米歇爾所指，代表團成員已經探訪3千多名戰俘，但魯比涅茨引述大多數獲悉的烏克蘭戰俘表示，在俄羅斯被囚禁期間從未被紅十字會代表探訪。
烏克蘭基輔市長克利奇科接受採訪時表示，如果總統澤倫斯基同意與俄羅斯達成任何領土妥協前，可能需要舉行全民公投，政府需向人民解釋，為何需要放棄奪走數以萬計戰鬥英雄生命的領土。
格魯吉亞傳媒報道，格魯吉亞國家安全機關以涉嫌政變陰謀而傳喚詢問至少4名從烏克蘭返回的格魯吉亞志願士兵。烏克蘭格魯吉亞軍團軍官表示，目前約有300名格魯吉亞志願士兵被格魯吉亞國家安全機關通缉，當中大多數人仍然在烏克蘭。

## 7月22日
烏克蘭地方政府表示，截至22日上午9時，俄羅斯在過去24小時內，一共襲擊9個州，包括尼古拉耶夫、切爾尼戈夫、盧甘斯克、扎波羅熱、蘇梅、聶伯彼得羅夫斯克、赫爾松、哈爾科夫和頓涅茨克州，至少造成2名平民死亡，16名平民受傷。第聶伯羅彼得羅夫斯克州州長表示，俄羅斯軍隊炮擊尼科波爾市，至少造成5名平民受傷。
烏克蘭武裝部隊總參謀部表示，自全面入侵以來，俄羅斯在烏克蘭損失567,760名士兵，過去一天俄軍有1,050人傷亡，累計損失8,284輛戰車、15,980輛裝甲戰鬥車輛、21,138輛車輛和油箱、15,637門火砲系統、1,123套多管火箭系統、900套防空系統、362架飛機、326架直升機、12,475架無人機、2,401枚巡弋飛彈、28艘船隻和1艘潛艦等。武裝部隊總司令瑟爾斯基表示，儘管損失慘重，但俄軍仍繼續向頓涅茨克州波克羅夫斯克鎮推進，在克拉斯諾霍裡夫卡、普羅赫雷斯、扎利茲內、皮夫登和查西夫亞爾地區的激烈戰鬥仍在繼續，俄軍繼續試圖佔領盧甘斯克地區斯泰利馬希夫卡和頓內茨克地區馬克耶夫卡，並攻擊烏克蘭在頓內茨克地區伊萬尼夫斯凱和克利希伊夫卡的陣地以及在第聶伯河左岸的洪泛平原島嶼。烏克蘭軍方霍爾蒂恰作戰戰略小組發言人表示，俄羅斯在哈爾科夫州赫利博克附近部署額外的攻擊部隊，為進攻行動做準備。
俄羅斯國防部表示，防空系統在過去一晝夜擊落烏軍6枚美製海馬斯多管火箭炮彈、3枚美製陸軍戰術導彈系統導彈以及163架無人機。防空部隊分别在克拉斯諾達爾邊疆區上空攔截8架無人機，在羅斯託夫州上空攔截47架無人機，在別爾哥羅德、沃羅涅日和斯摩棱斯克州各攔截1架，在黑海和亞速海上空攔截17架。克拉斯諾達爾邊疆區官員表示，無人機碎片墜落土普塞煉油廠，令廠區嚴重受損，並起火燃燒。
俄羅斯國防部表示，烏克蘭軍隊在過去一晝夜內，在前線各地區內損失1,970名軍人，俄軍航空兵、無人機、導彈部隊和炮兵摧毀113個有生力量和烏軍裝備聚集區，自俄軍開展「特別軍事行動」以來，摧毀烏克蘭630架軍用飛機、278架直升機、28,118架無人機、554套防空導彈系統、16,629輛坦克和其他裝甲戰車、1,381輛多管火箭炮戰車、12,224門野戰炮和迫擊炮、23,941輛特種戰車。
烏克蘭總統澤連斯基在社交平台回應美國總統拜登放棄競逐連任時表示，感謝拜登對烏克蘭爭取自由的堅定支持，這與美國兩黨的大力支持，起，一直並將繼續至關重要，烏克蘭將永遠感謝拜登領導，在歷史上最戲劇性的時刻提供支持，幫助阻止普京佔領烏克蘭，並在這場可怕的戰爭中繼續支持烏克蘭。
烏克蘭衛生部表示，自2022年2月俄羅斯全面入侵開始以來，共有1,642個醫療設施遭到破壞，另有214個設施被完全摧毀，全國共有885個醫療設施已全部或部分恢復，但被佔領地區受損的醫療機構數量目前無法確定。
俄羅斯靼斯坦共和國法院公開法庭記錄，19日秘密審判擁有美國和俄羅斯雙重國籍的自由歐洲電臺/自由電臺記者阿爾蘇·庫瑪舍娃，涉嫌傳播俄羅斯武裝部隊的虛假資訊，被判處監禁6年半。

## 7月23日
烏克蘭地方政府表示，截至23日上午9時，俄羅斯在過去24小時內，一共襲擊10個州，包括敖德薩、尼古拉耶夫、切爾尼戈夫、盧甘斯克、扎波羅熱、蘇梅、聶伯彼得羅夫斯克、赫爾松、哈爾科夫和頓涅茨克州，至少造成36名平民受傷。烏克蘭空軍表示，俄羅斯午夜至凌晨期間對烏克蘭發動襲擊，俄軍從俄羅斯庫爾斯克地區發射1枚Kh-59/69導彈和8架無人機，防空系統7架無人機，並使用電子干擾技術令Kh-59/69導彈偏離目標。第聶伯羅彼得羅夫斯克州州長表示，俄羅斯無人機襲擊馬爾加涅茨，至少造成3名平民受傷。
烏克蘭武裝部隊總參謀部表示，自全面入侵以來，俄羅斯在烏克蘭損失568,980名士兵，過去一天俄軍有1,220人傷亡，累計損失8,288輛戰車、16,000輛裝甲戰鬥車輛、21,202輛車輛和油箱、15,694門火砲系統、1,125套多管火箭系統、901套防空系統、362架飛機、326架直升機、12,511架無人機、2,401枚巡弋飛彈、28艘船隻和1艘潛艦等。烏克蘭軍方霍爾蒂恰作戰戰略小組發言人表示，烏軍在頓涅茨克州波克羅夫斯克附近擊落1架俄羅斯Su-25攻擊機。烏克蘭軍方塔夫里亞作戰戰略小組發言人表示，俄軍正在扎波羅熱州集結部隊，在過去幾周內至少增加2千名士兵，現時俄軍在該地區聚集約9萬名士兵，但沒有跡象表明俄軍正在準備在該地區發動另一次進攻。
俄羅斯國防部表示，防空系統在過去一晝夜擊落烏軍15枚美製海馬斯多管火箭炮彈、3枚法製鐵錘航空制導炸彈以及151架無人機。
俄羅斯國防部表示，防空部隊午夜至凌晨期間，在俄佔克里米亞和黑海上空擊落21架烏克蘭無人機。俄羅斯克拉斯諾達爾邊疆區官員表示，烏軍無人機襲擊港口一艘渡輪，至少造成1人死亡。烏克蘭武裝部隊總參謀部表示，烏克蘭午夜至凌晨期間對俄佔克里米亞的襲擊，導致俄軍用於運輸軍事裝備的渡輪嚴重受損。
俄羅斯國防部表示，南方集團軍部隊已經佔領頓涅茨克地匹伊萬諾-達里耶夫卡村，烏克蘭軍隊在過去一晝夜內，在前線各地區內損失2,040名軍人，俄軍航空兵、無人機、導彈部隊和炮兵摧毀138個有生力量和烏軍裝備聚集區，自俄軍開展「特別軍事行動」以來，摧毀烏克蘭630架軍用飛機、278架直升機、28,269架無人機、554套防空導彈系統、16,638輛坦克和其他裝甲戰車、1,382輛多管火箭炮戰車、12,294門野戰炮和迫擊炮、23,977輛特種戰車。
烏克蘭外交部部長庫列巴應中國中共中央政治局委員、外交部長王毅邀請訪問中國，期間兩人將舉行會談，討論包括尋求結束俄羅斯侵略戰爭的途徑以及在實現穩定和公正和平的問題上，中國可能扮演的角色。庫列巴表示，要避免在和平方案之間產生競爭，基輔和北京之間直接對話非常重要。
烏克蘭國民警衛隊「亞速營」指揮官之一克羅特維奇表示，向烏克蘭法院投訴國家調查局在前烏克蘭武裝部隊聯合部隊指揮官索多爾案件中缺乏行動，形容國家調查局的行為是厚顏無恥的違法行為，類似於故意不作為。
烏克蘭議會審議取締與俄羅斯有關教會法案，法案由國家安全和國防委員會編寫，其中包括自2022年自稱脫離俄羅斯的莫斯科宗主教聖統烏克蘭正教會，法案原計劃今日進行表決，但執政人民公僕黨決定暫不提交法案後，多個反對黨包括歐洲團結、全烏克蘭祖國聯盟和烏克蘭選民之聲黨國會議員佔領主席台。
烏克蘭國家安全局表示，拘捕1名前烏克蘭熱門電視節目主持人，涉嫌聯同其他7人一同呼籲武裝抵抗烏克蘭政府的動員，為侵略國的利益開展資訊和顛覆活動。
俄羅斯莫斯科一家法院缺席審判流亡海外的俄羅斯記者米哈伊爾・札加爾，涉嫌在社交平台發佈有關俄軍在布查鎮犯下戰爭罪的資訊，觸犯傳播俄軍虛假訊息的罪行，被判處8年半監禁。
烏克蘭飛機製造商安東諾夫國營公司表示，與美國飛機製造商波音簽訂合作協議，雙方在烏克蘭武裝部隊使用的戰術無人駕駛飛機系統的訓練、後勤和大修方面進行合作，包括波音旗下遠端掃描鷹無人機。
烏克蘭國會國家安全委員會秘書長表示，約有3千8百名囚犯加入烏克蘭武裝部隊，但當中部分人已經在前線戰死或受傷。
俄羅斯莫斯科市長簽署法令，向參軍的莫斯科市居民提供21,200美元的一次性獎金，在服役滿一年將提供 58,600美元獎金，軍人受傷可以獲得5,600至11,200美元慰問金，喪生士兵家屬則可獲得3萬4千美元慰問金。
匈牙利外交部長彼得表示，匈牙利將繼續阻止歐洲和平基金向烏克蘭提供70億美元軍事援助，直到烏克蘭允許遭烏克蘭制裁的俄羅斯盧克公司石油過境烏克蘭，前往匈牙利。
歐盟外交與安全政策高級代表博雷利表示，未來的和平努力必須讓俄羅斯參與進來，但不能基於俄羅斯總統普京制定的條款，確信烏克蘭總統澤倫斯基繼續推進和平談判，並舉行另一次俄羅斯出席的會議的意願是真實的。
俄羅斯獨立媒體Mediazona與BBC新聞俄語根據公共來源，包括訃告、親屬、地區媒體和地方當局的報道，確認自2022年2月俄羅斯全面入侵烏克蘭以來，59,725名俄羅斯陣亡士兵的名字，超過3,700名軍官在烏克蘭的戰鬥中喪生，其中437名軍官軍銜為中校或更高，在烏克蘭東部戰線至少有11,933名俄羅斯囚犯士兵被殺，報道明確表示，實際數字可能更高。
烏克蘭基輔國際社會學研究所公布一項民意調查顯示，55%受訪者反對向俄羅斯做出領土讓步以換取和平，32% 則表示將接受割讓領土以實現和平和維護獨立。當被問及一套可接受的和平條件時，62%受訪者認為，烏克蘭收復所有被佔領土並成為歐盟成員國，但不加入北約，是最可以接受的和平條件。其次，53%受訪者認為，可以接受烏克蘭事實上割讓對頓涅茨克和盧甘斯克以及克里米亞的控制權，但重新控制赫爾松和扎波羅熱，並加入北約和歐盟。

## 7月24日
烏克蘭地方政府表示，截至24日上午9時，俄羅斯在過去24小時內，一共襲擊10個州，包括敖德薩、尼古拉耶夫、切爾尼戈夫、盧甘斯克、扎波羅熱、蘇梅、聶伯彼得羅夫斯克、赫爾松、哈爾科夫和頓涅茨克州，至少造成4名平民死亡，17名平民受傷。烏克蘭空軍表示，俄羅斯午夜至凌晨期間對烏克蘭發動襲擊，俄軍從俄羅斯別爾哥羅德地區發射1枚伊斯坎德爾-M彈道導彈和1枚未知型號導彈，攻擊烏克蘭哈爾科夫地區，從俄羅斯濱海邊疆區-阿赫塔爾斯克發射23架無人機，攻擊烏克蘭敖德薩地區，防空系統擊落17架無人機。
烏克蘭哈爾科夫市長表示，上午6時左右俄軍使用S-300導彈襲擊哈爾科夫市和附近地區，擊中人道主義組織「瑞士排雷行動基金會」位於哈爾科夫市的辦公室，至少造成1名平民死亡，同日稍後再多次襲擊哈爾科夫市，至少造成6名平民受傷。哈爾科夫州長表示，上午7時左右俄軍對哈爾科夫以北約15公里的馬洛達尼利夫斯卡發動無人機襲擊，至少造成2名平民受傷，另外俄軍對洛佐瓦鎮發動導彈襲擊，損壞基礎設施，至少造成1名平民死亡，4名平民受傷。州長表示，下午俄軍第6度襲擊哈爾科夫市，是次襲擊至少造成3名平民受傷。烏克蘭哈爾科夫州國家警察表示，俄軍對哈爾科夫市發動「雙連擊戰術」襲擊，上午5時俄軍攻擊哈爾科夫市內一處民用基礎設施，在救援人員趕到現場後，對同一地點發動第2次襲擊，並發射1枚帶有集束彈頭的伊斯坎德爾導彈，沒有交代傷亡。
烏克蘭武裝部隊總參謀部表示，自全面入侵以來，俄羅斯在烏克蘭損失570,120名士兵，過去一天俄軍有1,140人傷亡，累計損失8,302輛戰車、16,013輛裝甲戰鬥車輛、21,279輛車輛和油箱、15,759門火砲系統、1,125套多管火箭系統、902套防空系統、363架飛機、326架直升機、12,544架無人機、2,402枚巡弋飛彈、28艘船隻和1艘潛艦等。烏克蘭軍方霍爾蒂恰作戰戰略小組發言人表示，俄軍正試圖突破頓涅茨克州波克羅夫斯克和庫拉霍夫鎮的防禦，但遭到激烈的抵抗。烏克蘭第79塔夫里安空中突擊旅表示，已經擊退俄羅斯自全面戰爭開始以來，在頓涅茨克州庫拉霍韋區最大規模的攻擊，襲擊涉及57輛裝甲車、11輛坦克、12輛摩托車和200輛突擊車，該旅提前發現俄軍裝備，並發動炮擊。
俄羅斯國防部表示，防空系統在過去一晝夜擊落烏軍2枚圓點-U戰術導彈、2枚法製鐵錘航空制導炸彈、1枚美製海瑪斯多管火箭炮炮彈及61架無人機。
俄羅斯國防部表示，烏克蘭軍隊在過去一晝夜內，在前線各地區內損失2,005名軍人，自俄軍開展「特別軍事行動」以來，摧毀烏克蘭630架軍用飛機、278架直升機、28,330架無人機、556套防空導彈系統、16,645輛坦克和其他裝甲戰車、1,383輛多管火箭炮戰車、12,319門野戰炮和迫擊炮、24,012輛特種戰車。
烏克蘭總統澤連斯基在晚間講話中表示，中國表明不會向俄羅斯提供武器，中國支持烏克蘭的領土完整和主權。
俄羅斯總統普京召開新入俄地區社會經濟發展問題會議時表示，整個國家、數百萬人、志願者和其他公共組織都在援助頓巴斯和新俄羅斯地區，幫助有關地區釋放創造和成長的巨大潛力。
烏克蘭武裝部隊總司令瑟爾斯基表示，俄軍目前在烏克蘭部署約52萬名士兵，並計劃在年底前提高到69萬，加上裝備，烏軍與俄軍的比例介乎1:2至1:3，這正是烏軍近幾個月在戰場上受到挫折的關鍵原因，俄軍的成功只是戰術上，代價相當高，俄軍的傷亡人數是烏軍的3倍，在某些地區甚至更高。
烏克蘭外交部長庫列巴响应中国邀请在中國廣州會見中國外長王毅。由中国发布的文告称，王毅表示，雙方應發揮兩國合作機制作用，加強各領域務實合作，共同維護物流通道暢通和國際糧食安全，並感謝烏方在衝突爆發初期為中國公民特別是留學生撤離提供的幫助，又指出烏克蘭危機已經進入第3個年，衝突還在持續並存在升級、外溢風險，中國認為所有衝突的解決，最後都要回到談判桌前，一切爭端的化解，總要通過政治途徑實現，烏俄雙方近期都不同程度發出願意談判的訊號，雖然條件和時機還不成熟，但中方支持一切有助於和平的努力，願繼續為停火止戰、恢復和談發揮建設性作用。中方指出，庫列巴表示了烏克蘭希共同夯實政治互信，激活經貿、農業等各領域合作，加強地方友城交流，重視中方的意見，認真研究中國和巴西關於政治解決烏克蘭危機的六點共識，願意並準備同俄羅斯開展對話談判，但當然談判應是理智和有實質意義的，旨在實現公正持久的和平。。
烏克蘭外交部長庫列巴會後在社交平台上表示观点，强调「这次漫长、详细、坦率的谈话持续三个小时，會上王毅坚定地重申对乌克兰主权和领土完整原则的尊重，这对消除了中方一些暗示很重要。王毅亦明确表示，同意我们需要的不是和平幻想，而是公正和持久的和平，没有必要寻求任何临时解决方案」。库莱巴以历史例子和当今事件向中国外长解释道，「在普京可怕的军事打击下，乌克兰没有屈服于普京的任何最后通牒。如果任何人试图用最后通牒的语言对我们说话，乌克兰将永远不会让步」。库莱巴亦强调两项不可侵犯的原则，没有乌克兰就不会就乌克兰问题达成协议，以及充分尊重乌克兰的主权和领土完整，只有这两项原则得到尊重，乌克兰就可以进行任何对话并寻求任何解决方案。
俄羅斯總統新聞秘書佩斯科夫回應記者提問時表示，俄羅斯從未拒絕就烏克蘭問題進行談判，並一直保持開放態度。俄羅斯外交部發言人扎哈羅娃表示，俄羅斯沒有針對北約的侵略計劃，相反一旦俄羅斯開始不服從北約計劃，而是服從自身的國家利益，北約就會立即將俄羅斯視為對北約安全的威脅，將俄羅斯的防禦潛力和安全關切視為侵略。
俄羅斯國營通訊社「塔斯社」報道，1名俄羅斯外國情報機構官員在莫斯科被一枚汽車炸彈炸傷。烏克蘭總統辦公室主任顧問波多利亞克否認烏克蘭涉案認為是汽油裝置出現故障所致。
俄羅斯聯邦安全局表示，拘留一名俄羅斯公民，是頓河畔羅斯托夫一家企業員工，涉嫌向烏克蘭轉交有關俄羅斯武裝力量部隊駐紮地的信息。
烏克蘭國家安全局指控協助俄羅斯宣傳戰爭，並已經逃往俄羅斯且遭烏克蘭通緝的烏克蘭親俄政治家維克托·梅德韋丘克，涉嫌在幾年前非法將國有的薩馬拉-西向石油管道據為己有，當中涉及烏克蘭和俄羅斯的主管層的協助。
美國總統拜登發表全國講話向公眾交代結束競選連任的決定時表示，將在任期內剩餘的6個月時間，努力實現不同目標，包括支持烏克蘭繼續抵禦俄羅斯的侵略，並努力聯合多個國家聯盟，阻止俄羅斯總統普京接管烏克蘭，並造成更多損害。
德國武器製造商「萊茵金屬」宣佈，已收到烏克蘭政府的同意，開始在烏克蘭建造一家彈藥廠，在24個月內在烏克蘭開始彈藥生產。

## 7月25日
烏克蘭地方政府表示，截至25日上午9時，俄羅斯在過去24小時內，一共襲擊13個州，包括基輔、日託米爾、切爾卡西、敖德薩、尼古拉耶夫、切爾尼戈夫、盧甘斯克、扎波羅熱、蘇梅、聶伯彼得羅夫斯克、赫爾松、哈爾科夫和頓涅茨克州，至少造成4名平民死亡，30名平民受傷。烏克蘭空軍表示，俄羅斯午夜至凌晨期間對烏克蘭發動襲擊，俄軍從俄佔克里米亞地區喬達角發射38架無人機，防空系統在敖德薩、赫爾松、尼古拉耶夫、基輔、蘇梅、日托米爾和切爾卡瑟地區擊落25架無人機，另有3架無人機進入羅馬尼亞領空。
烏克蘭武裝部隊總參謀部表示，自全面入侵以來，俄羅斯在烏克蘭損失571,350名士兵，過去一天俄軍有1,230人傷亡，累計損失8,313輛戰車、16,039輛裝甲戰鬥車輛、21,258輛車輛和油箱、15,804門火砲系統、1,125套多管火箭系統、904套防空系統、363架飛機、326架直升機、12,610架無人機、2,402枚巡弋飛彈、28艘船隻和1艘潛艦等。烏克蘭國民警衛隊指揮官表示，俄軍將無法長期保持其在多個地區一同發動進攻的規模，俄軍考慮到遭受的損失以及能力不是無限，預計再過一個半月左右，俄軍將無法同時向多個方向進行主動攻擊，並將轉向防禦。
俄羅斯國防部表示，防空系統在過去一晝夜擊落烏軍3枚美製海瑪斯多管火箭炮炮彈及52架無人機。 俄羅斯國防部表示，1架俄羅斯Mi-28攻擊直升機於俄羅斯西部卡盧加州墜毀，墜機的原因是技術故障，全部機組人員死亡。
俄羅斯國防部表示，烏克蘭軍隊在過去一晝夜內，在前線各地區內損失2,025名軍人，俄軍航空兵、無人機、導彈部隊和炮兵摧毀104個有生力量和烏軍裝備聚集區，自俄軍開展「特別軍事行動」以來，摧毀烏克蘭630架軍用飛機、278架直升機、28,382架無人機、556套防空導彈系統、16,660輛坦克和其他裝甲戰車、1,383輛多管火箭炮戰車、12,363門野戰炮和迫擊炮、24,046輛特種戰車。
羅馬尼亞國防部表示，在烏克蘭敖德薩州城市伊茲邁爾的多瑙河對岸羅馬尼亞小鎮普勞魯附近發現俄羅斯無人機碎片。
烏克蘭傳媒「基輔獨立報」引述烏克蘭國防部情報總局消息人士報道，情報總局自23日起一連三日對俄羅斯多間銀行，包括奧合國際銀行、天然氣工業銀行和阿爾法銀行等發動網絡襲擊，個別社交平台、公共交通支付系統和航空公司亦受到影響。
烏克蘭總統澤連斯基表示，與戰略工業部長就裝甲車、無人機和火炮等生產計劃進行討論，表明烏克蘭的國防生產部門正變得完全不同，更強大、更高效，歸功於國家預算的資金以及合作伙伴投資。烏克蘭總理什梅加爾表示，對赫爾松州的防禦工事進行檢查，現時建築工程已完成97%。
乌克兰外交部长库莱巴访问香港，並會面行政長官李家超，呼吁特区政府打擊俄罗斯绕过國際制裁的途径，以防止俄罗斯和俄罗斯企业利用香港规避俄罗斯侵略乌克兰的限制措施，强调这些限制性措施对于削弱俄罗斯在乌克兰发动战争和杀人的潜力是必要的。指出俄罗斯的阴谋不应损害香港作为一个高度发达的自由经济体的声誉，还讨论保护香港境内乌克兰公民权利的问题。特區政府新聞處未有主動公布今次會面，而特區政府發言人回應傳媒查詢時表示，會面期間李家超介紹香港目前的經濟狀況、商貿機遇和市場潛力，解釋法治精神在香港備受尊重，對香港至關重要，在香港的人士在法律下受到充分保障，特區政府依法採取一切措施確保在港人士的安全。特區政府將履行並嚴格實施聯合國安全理事會議決的制裁，採取的任何行動皆嚴格遵守香港法律。
烏克蘭戰俘待遇協調總部、國防部情報總局、國家安全局和國會人權監察員辦公室共同公布一項人道主義倡議「我想去找我的人民」計劃，旨在找回被俄羅斯扣押的烏克蘭平民人質，以換取被定罪的親俄合作者，包括俄羅斯特工、叛國的烏克蘭公民和合作者。
烏克蘭資產追回和管理機構負責人表示，已經將逃往俄羅斯且遭烏克蘭通緝的烏克蘭親俄政治家維克托·梅德韋丘克手中繳獲的兩輛汽車的收益用於支援烏克蘭軍方。烏克蘭國家安全局表示，烏克蘭高級反腐敗法院批准司法部將親俄政治家維克托·梅德韋丘克價值超過4,840萬美元的製造企業國有化的要求。
美國政府問責署表示，美國國防部在對向烏克蘭提供的軍事提供中出現價值20億美元的會計錯誤，由於出現錯誤，國防部可以再向烏克蘭提供 20億美元的武器，以確保美國已經批准的提供計劃。
荷蘭國防部表示，荷蘭和丹麥此前購買並計劃向烏克蘭提供的14輛豹2A4坦克將於今年夏天交付。

## 7月26日
烏克蘭地方政府表示，截至26日上午9時，俄羅斯在過去24小時內，一共襲擊10個州，包括基輔、尼古拉耶夫、切爾尼戈夫、盧甘斯克、扎波羅熱、蘇梅、聶伯彼得羅夫斯克、赫爾松、哈爾科夫和頓涅茨克州，至少造成3名平民死亡，20名平民受傷。烏克蘭空軍表示，俄羅斯午夜至凌晨期間對烏克蘭發動襲擊，俄軍從俄佔克里米亞地區喬達角和俄羅斯庫爾斯克地區發射22架無人機，防空系統在赫爾松、蘇梅、日托米爾和切爾尼戈夫地區擊落20架無人機，另從羅斯托夫地區發射1枚伊斯坎德爾-M彈道導彈。
烏克蘭武裝部隊總參謀部表示，自全面入侵以來，俄羅斯在烏克蘭損失572,300名士兵，過去一天俄軍有950人傷亡，累計損失8,320輛戰車、16,050輛裝甲戰鬥車輛、21,414輛車輛和油箱、15,840門火砲系統、1,125套多管火箭系統、904套防空系統、363架飛機、326架直升機、12,683架無人機、2,402枚巡弋飛彈、28艘船隻和1艘潛艦等。烏克蘭武裝部隊總參謀部表示，烏軍午夜至凌晨期間襲擊俄佔克里米亞的薩基軍用機場。武裝部隊法律和秩序軍事服務部門表示，最近的損失對烏克蘭軍隊第59摩托化旅進行檢查，發現管理決定和其他可能對戰鬥過程產生負面影響的因素，但沒有發現任何需要提出刑事指控的問題。
俄羅斯別爾哥羅德州州長表示，上午烏軍使用10架無人機攻擊別爾哥羅德州5座村莊，沒有傷亡報告。俄羅斯國防部表示，防空部隊晚上在布良斯克南部邊境地區擊落21架烏克蘭無人機。
俄羅斯國防部表示，過去一周內，烏軍損失達13,825名軍人，武裝力量使用高精度武器和無人機對烏軍裝備、保障工業運行能源設施進行33次集群打擊，所有目標均被擊中。 俄軍在過去一星期亦摧毀烏軍2座美製海馬斯多管火箭炮系統發射器、7輛冰雹多管火箭炮系統戰車、2套美製愛國者防空導彈系統等。另外，武裝力量使用伊斯坎德爾-M戰術導彈系統對烏軍第56摩托化步兵獨立旅的導彈火炮武器倉庫以及克拉馬托爾斯克工業區的火炮武器和裝甲車輛倉庫發動導彈打擊，摧毀大量裝備。
俄羅斯聯邦安全局表示，確認一名男子身分，涉嫌按照烏克蘭國家安全局命令25日對一名俄羅斯軍官發動汽車炸彈襲擊，並獲承諾支付1萬至2萬美元。烏克蘭方面否認。
烏克蘭國防部情報總局發言人尤索夫表示，俄羅斯在烏克蘭的人員和物資損失龐大，以至於克里姆林宮在招募新合同士兵時遇到嚴重問題，同時無法生產足夠的現代版本武器，開始依賴蘇聯時代已退役武器。另外，尤索夫表示，俄羅斯正使用一款新型廉價無人機，以識別防空系統並充當誘餌。
烏克蘭國會議長斯特凡丘克表示，現在通過復員法可能會重演1918年烏克蘭人民共和國在蘇俄與烏克蘭戰爭中的錯誤，現時大多數烏克蘭士兵無法合法復員，自2022年2月俄羅斯全面入侵開始以來，連續三年沒有長期休息，斯特凡丘克認為前線烏軍擁有獲得正義的專屬權利，有必要為他們提供假期、輪換或其他特權，今年4月份通過的新版動員法，已經解決部分問題。
俄羅斯聯邦調查委員會表示，曾擔任俄羅斯國防部副部長的德米特里·布林加科夫，在全面入侵烏克蘭期間負責軍隊的後勤鏈，涉嫌腐敗相關案件被捕。
俄羅斯央行表示，俄羅斯經濟在遭制裁期間繼續經歷通貨膨脹加速，大大高於俄羅斯銀行4月份的預測，將利率從16%提高到18%，國內需求增長仍然超過擴大商品和服務供應的能力，勞動力短缺繼續增長。
烏克蘭哈爾科夫州州長西涅古博夫表示，簽署法令將3個地鐵站和48條街道去共化，包括以俄羅斯宇航員尤裡·加加林命名的加加林大道，更名為航空航天大道。
烏克蘭海港管理局表示，在過去11個月內，透過由烏克蘭單方面設立的海上糧食走廊運輸6千萬噸貨物，主要集中在敖德薩港口。
歐盟委員會主席馮德萊恩表示，歐盟已經從被凍結的俄羅斯資產中向烏克蘭提供16億美元的利潤，用於支援烏克蘭的防禦和重建。
歐洲聯盟外交與安全政策高級代表博雷利在老撾會晤中國外交部長王毅時敦促中國支持烏克蘭的和平程序，並停止向俄羅斯出口兩用商品，增強俄羅斯的軍事能力，強調中國對俄羅斯的支援對歐盟和中國關係產生負面影響，強調俄羅斯的戰爭對歐洲構成的生存威脅。

## 7月27日
烏克蘭蘇梅州地方檢察官表示，俄軍襲擊蘇梅州赫盧希夫鎮，至少造成1名青少年死亡，14名平民受傷，包括7名兒童。
烏克蘭武裝部隊總參謀部表示，自全面入侵以來，俄羅斯在烏克蘭損失573,510名士兵，過去一天俄軍有1,210人傷亡，累計損失8,331輛戰車、16,074輛裝甲戰鬥車輛、21,500輛車輛和油箱、15,885門火砲系統、1,125套多管火箭系統、905套防空系統、363架飛機、326架直升機、12,736架無人機、2,403枚巡弋飛彈、28艘船隻和1艘潛艦等。
俄羅斯國防部表示，防空系統在過去一晝夜擊落烏軍10枚美製海瑪斯多管火箭炮炮彈及81架無人機。
俄羅斯國防部表示，中央集團軍部隊已經佔領頓涅茨克地區洛佐瓦茨科耶村，過去一天內，烏軍在「特別軍事行動」中損失1,910名軍人 ，俄軍航空兵、無人機、導彈部隊和炮兵摧毀124個有生力量和烏軍裝備聚集區，自俄軍開展「特別軍事行動」以來，摧毀烏克蘭630架軍用飛機、278架直升機、28,545架無人機、556套防空導彈系統、16,698輛坦克和其他裝甲戰車、1,390輛多管火箭炮戰車、12,446門野戰炮和迫擊炮、24,115輛特種戰車。
烏克蘭傳媒「基輔獨立報」引述烏克蘭國防部情報總局消息人士報道，情報總局無人機攻擊薩拉託夫、摩爾曼斯克和梁贊的機場以及梁贊地區的一家煉油廠，損壞摩爾曼斯克地區奧倫尼亞機場的一架Tu-22M3遠端超音速轟炸機。另外，消息人士表示，情報總局7月21日凌晨，成功破壞位於莫斯科的米爾和卡莫夫直升機建造中心內一架米-28和一架Ka-226直升機以及在7月24日摧毀一架位於薩馬拉地區克里亞茲軍用機場的米-8直升機。
烏克蘭總統澤連斯基接受傳媒訪問時表示，烏克蘭將在11月底前敲定「和平行動計劃」，烏克蘭亦將開始就領土完整和其他問題與相關國家進行詳細討論，耐心、支援和外交壓力將會是公正結束戰爭的三個因素。
美国国务卿安东尼·布林肯在老挝会见中国外交部长王毅时提出警告，如果中国继续支持俄罗斯的国防工业基础，华盛顿将采取措施。布林肯亦明确表示，华盛顿将与其他合作伙伴一道推进「自由开放」的印度太平洋愿景，并谴责中国最近对台湾和在南海地区采取咄咄逼人的行动。

## 7月28日
烏克蘭地方政府表示，截至28日上午9時，俄羅斯在過去24小時內，一共襲擊11個州，包括基洛夫格勒、敖德薩、尼古拉耶夫、切爾尼戈夫、盧甘斯克、扎波羅熱、蘇梅、聶伯彼得羅夫斯克、赫爾松、哈爾科夫和頓涅茨克州，至少造成11名平民死亡，41名平民受傷。
烏克蘭武裝部隊總參謀部表示，自全面入侵以來，俄羅斯在烏克蘭損失574,690名士兵，過去一天俄軍有1,180人傷亡，累計損失8,344輛戰車、16,095輛裝甲戰鬥車輛、21,572輛車輛和油箱、15,936門火砲系統、1,127套多管火箭系統、906套防空系統、363架飛機、326架直升機、12,766架無人機、2,405枚巡弋飛彈、28艘船隻和1艘潛艦等。
俄羅斯庫爾斯克州州長表示，午夜至凌晨期間，無人機襲擊庫爾斯克地區，導致多起火災，包括一個石油倉庫。烏克蘭武裝部隊總參謀部表示，國家安全局與烏克蘭軍方合作，於夜間襲擊俄羅斯庫爾斯克地區波利奧瓦石油倉庫。
俄羅斯國防部表示，中部集團軍部隊已經佔領頓涅茨克地區普羅雷斯和葉夫根諾夫卡定居點，過去一天內，烏軍在「特別軍事行動」中損失1,930名軍人。
烏克蘭總統澤連斯基表示，俄軍過去一星期使用7百多枚制導空中炸彈和1百多架無人機襲擊烏克蘭，形容烏克蘭人每日都遭受俄羅斯的恐怖襲擊，並認為烏克蘭人應該得到公平可靠的保護，呼籲有效烏克蘭提供遠程武器和防空裝備。另外，澤連斯基表示，頓涅茨克州的戰鬥極具挑戰性，俄羅斯軍隊繼續將大部分進攻行動集中在波克羅夫斯克，儘管波克羅夫斯克附近局勢緊張，但烏克蘭有能力實現其目標。烏克蘭總檢察長辦公室表示，俄羅斯對烏克蘭發動的全面戰爭，已經導致564名兒童死亡，1,487多名兒童受傷，程度不同程度不同，最嚴重的集中在頓涅茨克東部和哈爾科夫州。
烏克蘭國防部表示，被診斷出患有壓力相關神經系統疾病的烏克蘭軍人人數正在逐漸增加，其中29%是創傷後應激障礙，政府將向有關人士提供支援，並將會重點留意從俄羅斯獲釋的戰俘。
俄羅斯別爾哥羅德州傳媒報道，9名與俄羅斯武裝部隊簽訂合同的囚犯從別爾哥羅德州軍事訓練場逃跑，當局已發出逮捕令，當中2人被判謀殺罪，3人造成他人身體傷害，1人涉嫌非法監禁等。

## 7月29日
烏克蘭地方政府表示，截至29日上午9時，俄羅斯在過去24小時內，一共襲擊9個州，包括尼古拉耶夫、切爾尼戈夫、盧甘斯克、扎波羅熱、蘇梅、聶伯彼得羅夫斯克、赫爾松、哈爾科夫和頓涅茨克州，至少造成23名平民受傷。烏克蘭空軍表示，俄羅斯午夜至凌晨期間對烏克蘭發動襲擊，俄軍從俄佔頓內茨克地區發射1枚Kh-59/Kh-69制導空中導彈，從俄佔克里米亞發射10架無人機，防空系統在第聶伯羅彼得羅夫斯克、赫爾松和基洛夫格勒地區擊落9架無人機和1枚Kh-59/Kh-69制導空中導彈。
烏克蘭武裝部隊總參謀部表示，自全面入侵以來，俄羅斯在烏克蘭損失576,000名士兵，過去一天俄軍有1,310人傷亡，累計損失8,356輛戰車、16,103輛裝甲戰鬥車輛、21,634輛車輛和油箱、16,010門火砲系統、1,129套多管火箭系統、906套防空系統、363架飛機、326架直升機、12,805架無人機、2,406枚巡弋飛彈、28艘船隻和1艘潛艦等。烏克蘭軍方塔夫里亞作戰戰略小組發言人否認美國非牟利智庫「戰爭研究所」28日公布的前線改變，當中指出俄羅斯地面部隊已經出現在烏克蘭在2023年反攻中，重新控制的扎波羅熱地區羅博季涅北部，反映俄羅斯可能已經再度完全控制羅博季涅。發言人則表示，羅博季涅附近地區情況沒有任何重大變化。另外，發言人表示，俄軍在長時間停頓後開始向扎波羅熱州古利艾波列方向進攻。烏克蘭國防部情報總局發言人表示，情報總局無人機27日成功損壞摩爾曼斯克地區奧倫尼亞機場的一架Tu-22M3遠端超音速轟炸機。
俄羅斯國防部表示，防空系統在過去一晝夜擊落烏軍5枚美製海馬斯多管火箭炮彈、2枚法製鐵錘航空制導炸彈以及68架無人機，其中防空部隊午夜至凌晨期間，在庫爾斯克州上空擊落19架無人機，在別爾哥羅德州擊落9架，在沃羅涅日州擊落3架，在布良斯克州擊落5架，在列寧格勒州擊落3架。烏克蘭武裝部隊總參謀部表示，烏軍對俄羅斯庫爾斯克州發動襲擊，至少4個變電站附近發生爆炸，庫爾斯克州波尼洛夫斯基、索爾特謝夫斯基和庫爾斯基地區停電。
俄羅斯國防部表示，中央集團軍部隊已經佔領頓涅茨克地區沃爾奇耶村，過去一天內，烏軍在「特別軍事行動」中損失1,885名軍人，俄軍航空兵、無人機、導彈部隊和炮兵摧毀127個有生力量和烏軍裝備聚集區，防空部隊亦摧毀1架烏克蘭蘇-25攻擊機，自俄軍開展「特別軍事行動」以來，摧毀烏克蘭631架軍用飛機、278架直升機、28,647架無人機、556套防空導彈系統、16,714輛坦克和其他裝甲戰車、1,392輛多管火箭炮系統、12,535門野戰炮和迫擊炮、24,178輛特種戰車。
烏克蘭國防部情報總局發言人尤索夫暗示上週向馬里反軍政府武裝組織圖阿雷格提供資訊，圖阿雷格向部署當地的俄羅斯僱傭兵組織「瓦格納集團」和馬里軍政府部隊發動襲擊。圖阿雷格武裝組織表示，襲擊導致至少82名雇傭兵死亡。與瓦格納集團領導層有關的Telegram頻道承認，組織上週在馬里的戰鬥中遭受重大損失。
烏克蘭傳媒「基輔獨立報」引述烏克蘭國防部情報總局消息人士報道，情報總局對俄羅斯央行進行網路攻擊，當地時間上午11時左右，央行的服務已經無法使用或開始出現重大中斷，自23日情報總局已對俄羅斯多間銀行進行網路攻擊。
烏克蘭總檢察長辦公室於表示，已經缺席確定並指控2名親俄羅斯合作者，負責管理俄佔頓涅茨克地區的奧列尼夫卡戰俘監獄，該監獄在2022年7月發生爆炸，爆炸至少立即造成41名戰俘死亡，另有至少9人在被拒絕醫療援助後死亡，俄烏雙方互相指控對方施襲。總檢察長辦公室表示，調查涉及20名受害者和30名目擊者的陳述，以及遇害者的法醫證據，2人將被缺席指控違反戰爭法和謀殺罪。烏克蘭國家安全局表示，2人分別是謝爾希·葉夫休科夫和德米特羅·內奧洛夫，均是烏克蘭人，自俄羅斯全面入侵烏克蘭以來與俄羅斯合作。
烏克蘭國家安全局表示，聯同烏克蘭警方拘留6名涉嫌在敖德薩放火焚燒超過15輛越野軍用車輛的18至24歲烏克蘭公民，在尋找網上尋找輕鬆賺錢的工作時，透過社交渠道與1名俄羅斯聯邦安全局特工聯絡，以焚燒軍車換取金錢。
烏克蘭頓涅茨克州波克羅夫斯克軍事管理局負責人表示，波克羅夫斯克距離前線只有20公里，一直是激烈的戰鬥場所，每月約有500人從小鎮疏散，但仍有4千名兒童在內的6萬人居住在波克羅夫斯克，另有4千名兒童已經疏散。
流亡的烏克蘭頓涅茨克州馬里烏波爾市長顧問表示，俄軍正透過俄佔馬里烏波爾向俄軍扎波羅熱地區運送大量軍備，規模急劇增加，主要是履帶車輛，並集結在俄佔頓涅茨克的曼胡什和尼科爾斯基。
美國國家安全委員會發言人柯比表示，美國將根據總統撥款權向烏克蘭提供價值2億美元的軍事援助，包括防空系統、火箭系統彈藥和火炮以及反坦克武器。
德國政府表示，已向烏克蘭交付最新軍事援助，移交8輛豹1 A5坦克、2萬1千發Gepard自行高射炮彈藥、10艘無人水面船隻以及10臺地面監視雷達等。
中國政府歐亞事務特別代表李輝訪問巴西，分別會見巴西總統首席特別顧問、外交部亞太事務副外長，就烏克蘭危機問題交換意見。李輝表示，當前俄烏戰事仍在延續，當務之急是推動局勢降溫，中國和巴西聯合發表的關於推動政治解決烏克蘭危機的「六點共識」已得到110多個國家積極回應。中國願繼續同巴西加強溝通協調，共同推動政治解決烏克蘭危機。
斯洛伐克總理菲科表示，如果烏克蘭繼續對俄羅斯盧克公司的制裁，不恢復盧克公司的石油過境，並前往中歐，斯洛伐克將切斷對烏克蘭的柴油供應，形容斯洛伐克不打算成為烏克蘭和俄羅斯關係的人質。

## 7月30日
烏克蘭地方政府表示，截至30日上午9時，俄羅斯在過去24小時內，一共襲擊9個州，包括尼古拉耶夫、切爾尼戈夫、盧甘斯克、扎波羅熱、蘇梅、聶伯彼得羅夫斯克、赫爾松、哈爾科夫和頓涅茨克州，至少造成4名平民死亡，14名平民受傷。
烏克蘭武裝部隊總參謀部表示，自全面入侵以來，俄羅斯在烏克蘭損失577,060名士兵，過去一天俄軍有1,060人傷亡，累計損失8,381輛戰車、16,141輛裝甲戰鬥車輛、21,687輛車輛和油箱、16,056門火砲系統、1,130套多管火箭系統、906套防空系統、363架飛機、326架直升機、12,832架無人機、2,406枚巡弋飛彈、28艘船隻和1艘潛艦等。烏克蘭空降部隊司令部表示，烏克蘭第79塔夫裡安空襲旅成功阻止俄羅斯部隊在頓涅茨克州庫拉霍夫附近再次大規模進攻，俄軍36名士兵陣亡和32名士兵受傷，12輛裝甲車、8輛坦克、9輛摩托車和1輛越野車被摧毀。烏克蘭國防部情報總局表示，烏軍25日針對俄羅斯摩爾曼斯克州奧萊尼亞機場的襲擊，導致2架Tu-22M3轟炸機受損。
俄羅斯庫爾斯克州州長表示，防空部隊午夜至凌晨期間，攔截4枚烏克蘭導彈，另外無人機午夜至凌晨期間襲擊庫爾斯克州一個油庫，導致至少3個油箱起火。烏克蘭武裝部隊總參謀部表示，與烏克蘭國家安全局合作，襲擊俄羅斯庫爾斯克州沃齊村石油倉庫後勤中心，導致一個石油倉庫起火。
俄佔霍爾利夫卡官員表示，烏軍使用無人機襲擊當地，至少造成1人死亡，2人受傷。
俄羅斯國防部表示，俄軍中央集團軍部隊已經佔領頓涅茨克地區列寧斯科耶村。過去一天內，烏軍在「特別軍事行動」中損失1,930名軍人。
俄羅斯軍事法庭宣判，1名克拉斯諾達爾邊疆區居民涉嫌準備破壞鐵路中繼櫃，並與反克里姆林宮民兵有聯絡，透過電報自願加入俄羅斯自由軍團，是國家的令人信服的意識形態反對者，被判處監禁14年。俄羅斯南部地區軍事法院宣判，1名男子因試圖縱火焚燒徵兵辦公室，並與俄羅斯自由軍團有聯絡，被判處監禁7年。俄羅斯聯邦偵查委員會表示，1名美國雇傭兵因參與烏克蘭武裝力量的敵對行動，而被缺席判決監禁14年，並已被列入通緝名單。
烏克蘭國家調查局表示，法院沒收已經將逃往俄羅斯且遭烏克蘭通緝的烏克蘭親俄政治家維克托·梅德韋丘克和塔拉斯·科扎克家人的資產，價值980萬美元。
烏克蘭財政部長表示，烏克蘭明年可能需要額外120至150億美元的外國財政支援，因為戰爭不太可能在2025年結束，需要在資金上有一個緩衝區，現時合作伙伴的承諾並不足夠。

## 7月31日

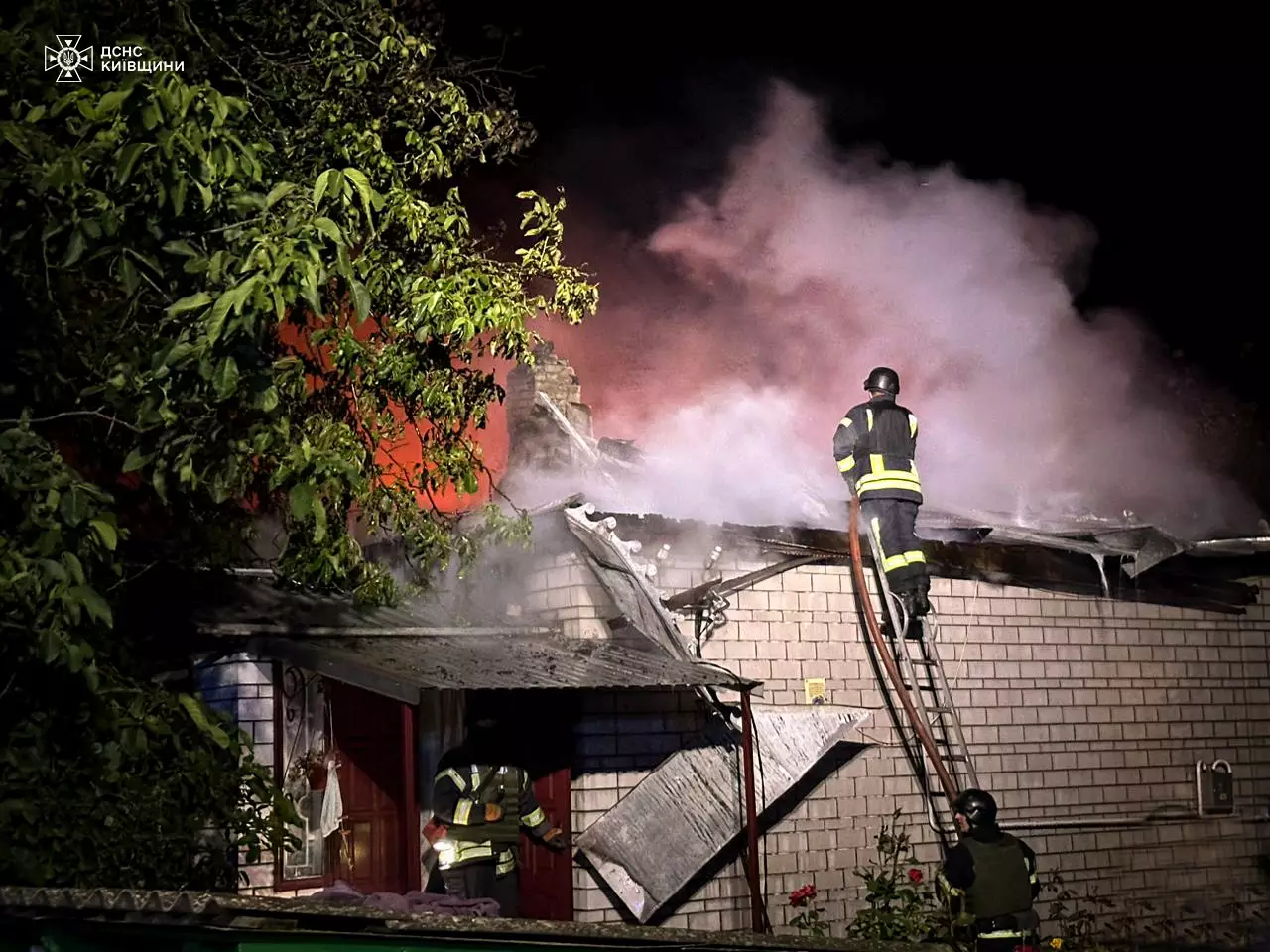
俄軍襲擊基輔州後

烏克蘭地方政府表示，截至31日上午9時，俄羅斯在過去24小時內，一共襲擊12個州，包括波爾塔瓦、切爾卡西、基輔、尼古拉耶夫、切爾尼戈夫、盧甘斯克、扎波羅熱、蘇梅、聶伯彼得羅夫斯克、赫爾松、哈爾科夫和頓涅茨克州，至少造成2名平民死亡，9名平民受傷。烏克蘭空軍表示，俄羅斯午夜至凌晨期間，對烏克蘭發動大規模無人機和導彈襲擊，俄軍從葉伊斯克、塞什恰、庫爾斯克、濱海邊疆區和阿赫塔爾斯克地區發射89架無人機、從俄佔赫爾松地區發射1枚Kh-59制導航空導彈，主要攻擊基輔地區，防空系統在聶伯彼得羅夫斯克、尼古拉耶夫、敖德薩、赫爾松和基輔等州擊落1枚Kh-59制導航空導彈和全部無人機。
烏克蘭武裝部隊總參謀部表示，自全面入侵以來，俄羅斯在烏克蘭損失578,120名士兵，過去一天俄軍有1,060人傷亡，累計損失8,390輛戰車、16,161輛裝甲戰鬥車輛、21,739輛車輛和油箱、16,086門火砲系統、1,131套多管火箭系統、907套防空系統、363架飛機、326架直升機、12,853架無人機、2,407枚巡弋飛彈、28艘船隻和1艘潛艦等。烏克蘭武裝部隊總參謀部表示，烏克蘭海軍午夜至凌晨期間，對俄羅斯庫爾斯克市附近的一個武器儲存設施進行襲擊。烏克蘭國防部情報總局發言人表示，俄羅斯對烏克蘭的大規模襲擊中，使用大量分散注意力的無人機，來探測防空系統，而不是摧毀目標。烏克蘭總統澤倫斯基接受採訪時表示，俄羅斯在哈爾科夫州的進攻失敗後，開始將精力集中在東部，並將一切資源投放在頓涅茨克州波克羅夫斯克前線，俄軍亦計劃向東部的其他方向推進，包括科斯蒂安蒂尼夫卡、托列茨克或斯洛文斯克。
俄羅斯國防部表示，防空系統在過去一晝夜擊落烏軍2枚美製海馬斯多管火箭炮彈、1枚海王星制導巡航導彈以及42架無人機。
俄羅斯國防部表示，烏克蘭軍隊在過去一晝夜內，在前線各地區內損失2,130名軍人，俄軍航空兵、無人機、導彈部隊和炮兵摧毀143個有生力量和烏軍裝備聚集區，自俄軍開展「特別軍事行動」以來，摧毀烏克蘭631架軍用飛機、278架直升機、28,734架無人機、556套防空導彈系統、16,732輛坦克和其他裝甲戰車、1,393輛多管火箭炮戰車、12,597門野戰炮和迫擊炮、24,225輛特種戰車。
烏克蘭傳媒「基輔獨立報」引述烏克蘭國防部情報總局消息人士報道，情報總局在30日結束自23日起，對俄羅斯金融機構、電信提供商和其他目標的為期一週的大規模網路攻擊，設法獲得大量機密資料。
烏克蘭傳媒「基輔郵報」公布獨家影片顯示，烏克蘭國防部情報總局的特種部隊中的「化學家」小組，對位於敘利亞阿勒坡東部俄羅斯軍隊控制的庫韋雷斯空軍基地發動複雜打擊行動，摧毀俄軍軍事裝備。該基地自2015年起由俄軍控制，被用來訓練和運送外國僱傭兵到烏克蘭參戰。
非政府組織「白俄羅斯哈瓊監測小組」表示，5架俄羅斯無人機在進入烏克蘭領空後，飛往白俄羅斯，白俄羅斯派遣戰機攔截無人機，曾飛越布列斯特州。
烏克蘭總統澤倫斯基接受採訪時表示，烏克蘭和大多數國家都認為，俄羅斯必須出席11月的第2次烏克蘭全球和平峰會，以結束戰爭，如果全世界都希望俄羅斯坐在談判桌上，那麼烏克蘭不能反對這樣的提議。重申烏克蘭的公正和平必須包括恢復烏克蘭的領土完整，亦並不意味著必須只用武力來完成，只要俄羅斯想發動戰爭，烏克蘭就會站在前線，只要俄羅斯願意，烏克蘭可以透過外交手段解決現時的問題。另外，澤連斯基批評允許俄羅斯和白俄羅斯運動員以中立旗幟和中立身分參加巴黎奧運會比賽的安排，認為為了克服任何暴政和專制主義，有必要採取非常具體的行動，在這種情況下，北韓和白俄羅斯有什麼區別，以核武器威脅整個世界的北韓，向俄羅斯出售導彈和大炮，並用來殺死烏克蘭人，烏克蘭為讓國際奧林匹克委員會實施制裁措施，進行了工作，但現時這面中立旗幟血跡斑斑，現時的安排也只是「半制裁」。
俄羅斯總統新聞秘書佩斯科夫表示，俄羅斯繼續對解決烏克蘭危機的談判進程保持開放態度。俄羅斯外交部新聞出版司副司長納斯塔辛表示，任何烏蘭軍工廠都將是俄羅斯武裝力量的合法軍事目標，包括西方國家投資的工廠。
烏克蘭國會人權監察員魯賓內茲表示，在俄羅斯全面入侵後不久，加入烏克蘭國民警衛隊「亞速營」，並且在馬裡烏波爾作戰時被俘虜的烏克蘭人亞歷山大·伊申科家人證實，伊申科於9天前在俄羅斯囚禁期間死亡。
立陶宛外交部長蘭茨貝爾吉斯在社交平台表示，第一批F-16戰機已經抵達烏克蘭。美國傳媒「彭博社」引述一名不具名美國官員消息報道，首批少量F-16戰機已運抵烏克蘭。烏克蘭方面沒有回應。